# Флот Turkish Airlines

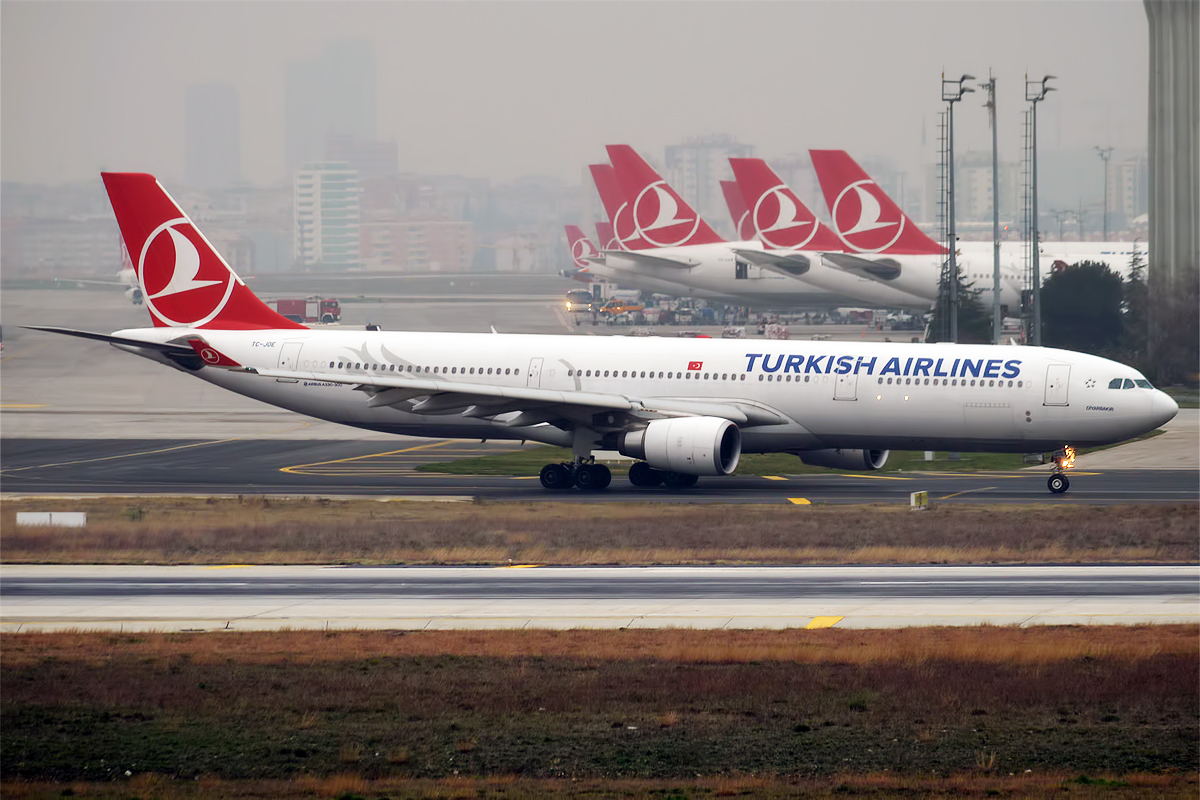
Turkish Airlines является крупнейшим эксплуатантом самолётов типа Airbus A330. На иллюстрации — Airbus A330-303 с бортовым номером TC-JOE в ныне недействующем аэропорту имени Ататюрка (Стамбул), 2018 год. На заднем плане также видны другие самолёты Turkish Airlines

Флот Turkish Airlines по состоянию на октябрь 2023 года насчитывает 433 самолёта Airbus и Boeing. Авиакомпания начала свою деятельность в 1933 году с флотом из пяти самолётов. В 1945 году авиакомпания купила 30 поддержанных DC-3 и C-47 из США, участвовавших во Второй мировой войне. Несмотря на множество проблем у DC-3, связанных с безопасностью, эти самолёты оставались во флоте до 1967 года. В том же году флот пополнился первым реактивным самолётом: взятым в лизинг DC-9. В 1972 поступили несколько McDonnell Douglas DC-10, ставшие первыми широкофюзеляжными самолётами перевозчика. Тогда же флот пополнился Fokker F28 Fellowship, а спустя два года поступили Boeing 727. С началом эксплуатации Airbus A310 в 1985 году в целях стандартизации флота Douglas DC-10 и Fokker F28 были переданы дочерней авиакомпании Boğaziçi Hava Taşımacılığı. Имея выбор между Boeing 747, McDonnell Douglas MD-11 и Airbus A340, Turkish Airlines выбрала последний для замены DC-10.
В 1991 году поступил первый Boeing 737-400, а в 1993 — Airbus A340. В том же 1993 году перевозчик получил самолёты Avro RJ100 на замену Douglas DC-9, предназначенные для полётов в аэропорты с плохой инфраструктурой внутри страны. Шесть самолётов Boeing 737-800 поступили в эксплуатацию в 1998 году. В период с 1995 по 2003 года размер флота оставался практически неизменным. В 2004—2005 годах авиакомпания заказала почти 60 самолётов у Airbus и Boeing. Самолёты Avro RJ с высокими эксплуатационными расходами были выведены из флота. С 2003 по 2008 годы авиакомпания увеличила свой флот почти в два раза — с 65 до 120 самолётов. В 2008 году Turkish Airlines открыла бюджетное подразделение AnadoluJet, передав ему четыре своих Boeing 737-400, и начала заменять их моделью -700. Авиакомпания взяла в лизинг самолёты  Airbus A320 и Boeing 737 Next Generation, а также три Boeing 777-300ER. В 2010 году было заказано 40 узкофюзеляжных самолётов.
В 2013 году авиакомпания объявила о рекордном заказе на 117 самолётов Airbus, в том числе на самолёты нового семейства Airbus A320neo. Turkish Airlines также заказала 60 самолётов Boeing 737 MAX. Два года спустя были заказаны ещё 20 самолетов семейства Airbus A320neo. Зимой 2016 года перевозчик заземлил 30 своих самолётов из-за снижения пассажиропотока. В марте 2018 года Turkish Airlines завершила оформление заказа на 25 самолётов Boeing 787 и 25 Airbus A350. В 2019 году авиакомпания объявила, что заинтересована в покупке Airbus A220 и Embraer E190/E195. В результате пандемии COVID-19 Turkish Airlines зимой 2020 года приостановила полёты более 100 самолётов. Несколько месяцев спустя заказ на 40 самолётов Boeing 737 MAX был отменён. В 2021 году начался вывод самолётов Airbus A330 из флота для их замены более новыми. В феврале 2023 года авиакомпания получила 400-й самолёт.
Самолёты Turkish Airlines получают названия в честь районов, провинций, рек и туристических мест Турции, при этом некоторые взятые в лизинг самолёты не имеют названий. С 2010 года авиакомпания использует преимущественно белую ливрею с синими надписями, рисунком серого тюльпана, протянувшегося от середины до конца фюзеляжа, и выкрашенным в красный оперением, на котором внутри круга изображён логотип компании. Некоторые самолёты окрашены в специальные ливери, в том числе особую ливрею альянса Star Alliance, членом которого является Turkish Airlines.

## История

### Ранние годы и послевоенный период

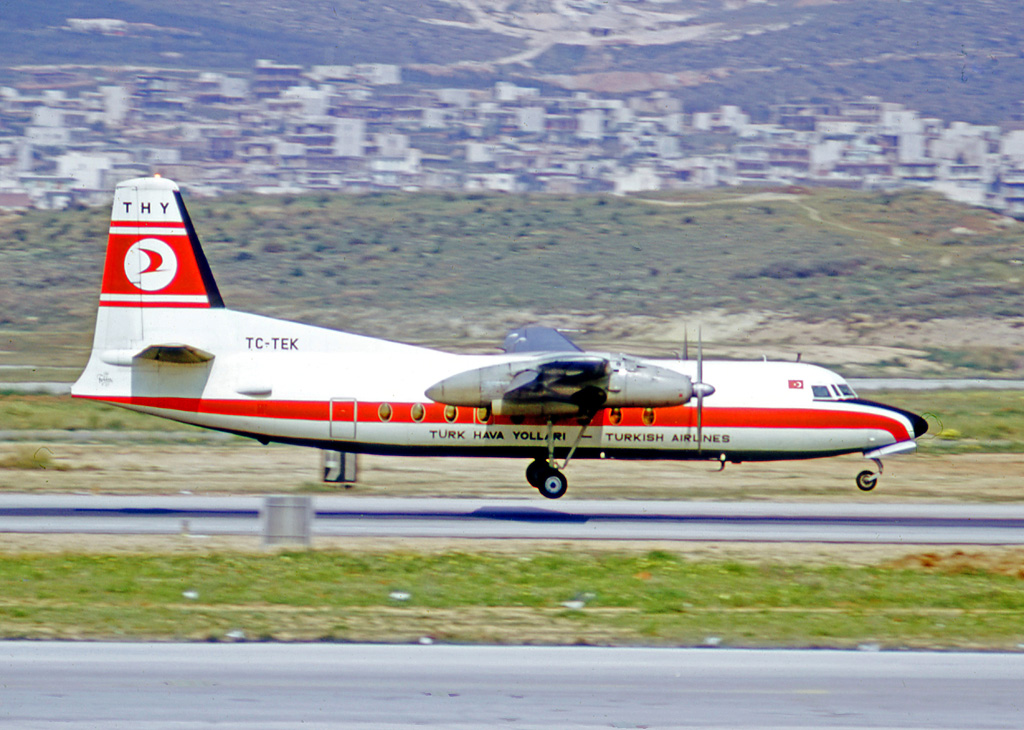
Fokker F27 Friendship был поставлен в 1960 году

Turkish Airlines начала деятельность 20 мая 1933 года с флотом из всего пяти самолётов: двух Curtiss Kingbird, двух Junkers F 13 и одного Туполева АНТ-9. АНТ-9, крупнейший самолёт во флоте, был подарен Turkish Airlines СССР. Первый рейс авиакомпании выполнялся на одном из Curtiss Kingbirds. Эти самолеты были выведены из флота в 1936 году и заменены четырьмя de Havilland Dragon Rapide и четырьмя de Havilland Express. Развитие флота в начале 1940-х годов было низким, его размер оставался неизменным до 1943 года, когда перевозчику поступили шесть de Havilland Dominies, военная модификация Dragon Rapide. Пять Junkers Ju 52 пополнили флот годом позже, в 1941-м.
В конце 1945 года авиакомпания приобрела 30 самолётов Douglas DC-3 и три самолёта Douglas C-47. Эти самолёты эксплуатировались США во время Второй мировой войны, но на тот момент находились в Каире (Египет). У многих из них имелись неисправности, в результате чего цена была очень маленькой. Самолёты поступили авиакомпании в 1946 году после того, как каждый из них был отремонтирован.  Эта покупка увеличила размер флота авиакомпании до 52 самолётов, тем самым сделав её крупнейшей на Ближнем Востоке. Интерьер этих самолётов, оборудованных для нужд войны, был изменён в период с 1946 по 1950 год в центре технического обслуживания Турецкой ассоциации воздухоплавания на авиабазе Этимесгут. В 1947 году численность флота сократилась до 33 самолётов, в нём остались только Douglas DC-3 и Douglas C-47. К 1954 году эксплуатировался лишь C-47, который был выведен из флота в 1955 году. Эксплуатация двух C-47 началась в 1957 году.
В 1950 году только 14 из 33 самолётов находились в эксплуатации; для ремонта остальных из США были заказаны запасные части, включая двигатели. В середине 1950-х годов количество самолетов Douglas DC-3 сократилось до 16, несколько из которых находились в нелётном состоянии. Семь нуждались в существенном ремонте, в то время как пять проходили обслуживание в Нидерландах компанией Fokker. Из-за финансовых трудностей четыре самолёта застряли в Нидерландах, после чего авиакомпания самостоятельно приступила к ремонту DC-3. Это оказалось быстрее и значительно дешевле. В 1956 году семь de Havilland Heron поступили во флот, но были выведены три года спустя, в 1959 году. В 1958 году поступили пять Vickers Viscount, за которыми последовали шесть Fokker F27 Friendship в 1960 году. Douglas DC-3 и C-47 продолжали выполнять полёты до 1967 года.

### Начало реактивной эры

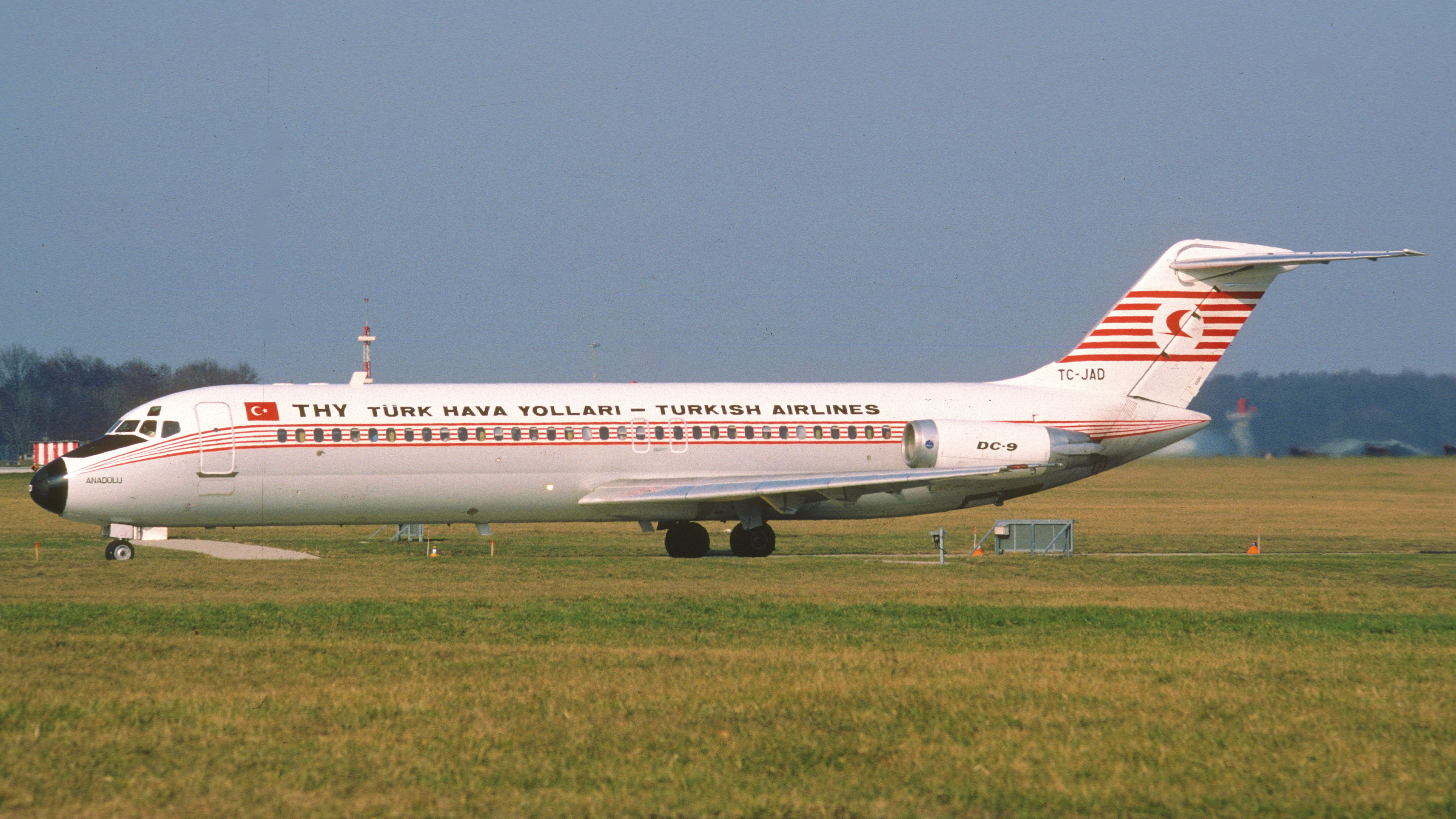
McDonnell Douglas DC-9 стали первыми реактивными самолётами во флоте

Начиная с 1959 года, крупные аэропорты Турции были капитально отремонтированы, чтобы иметь возможность принимать самолёты с реактивными двигателями. В 1965 году Turkish Airlines начала поиск реактивного самолёта для расширения своего флота. Первоначально рассматривались четыре типа: BAC One-Eleven, Hawker Siddeley Trident, McDonnell Douglas DC-9 и Sud Aviation Caravelle VI. Однако Caravelle был быстро исключён из этого списка, поскольку несколько лет назад самолёт этого типа потерпел крушение под Анкарой. На короткое время у British European Airways был взят в мокрый лизинг Hawker Siddeley Trident, однако авиакомпания осталась им неудовлетворена. Позднее советское ОКБ Туполева предложила Turkish Airlines свой самолёт Ту-134. В 1966 году авиакомпания приняла решение заказать McDonnell Douglas DC-9.
В 1967 году авиакомпания взяла в лизинг Douglas DC-9-10 с бортовым номером TC-JAA, который стал первым реактивным самолетом Turkish Airlines и должен был оставаться во флоте, пока не будут поставлены недавно купленные Douglas DC-9-30. Первоначально самолёт должен был получить бортовой номер TC-NAZ, но от этой идеи отказались. Буква «J» в бортовом номере обозначала, что этот самолёт оборудован реактивным двигателем; эта практика использовалась и на более поздних бортах. Также один Douglas DC-7 был взят в лизинг у Швеции на один год, чтобы удовлетворить растущий спрос пассажиров. В следующем году перевозчик получил два Douglas DC-9-30. Ещё два Douglas DC-9 были поставлены в 1969 году, а затем ещё четыре в 1970-м. В 1971 году Vickers Viscount были выведены из флота. В том же году для удовлетворения растущего спроса были взяты в лизинг три Boeing 707.

### Широкофюзеляжные самолёты и полностью реактивный флот
В декабре 1971 года комиссия Turkish Airlines опубликовала отчёт о выборе первого широкофюзеляжного самолёта. Наибольшее предпочтение было отдано Douglas DC-10-10, за ним шёл Lockheed L-1011 TriStar, третье место занял Airbus A300. В окончательном отчёте, выпущенном в июле 1972 года, указывалось, что от L-1011 TriStar рекомендовано отказаться из-за проблем с двигателем. Переговоры с McDonnell Douglas начались в августе. В том же месяце Lockheed направила Turkish Airlines предложение на L-1011 TriStar. Комиссия Lockheed прибыла в Стамбул для обсуждения потенциального заказа. В результате обсуждения, состоявшегося 25 августа, цена самолётов была снижена до 17 миллионов долларов за единицу. Его конкурент, Douglas DC-10-10, имел более раннюю дату поставки, но стоил на 900 000 долларов дороже за единицу. 25 сентября 1972 года главное управление авиакомпании разместило заказ на три самолёта Douglas DC-10-10.

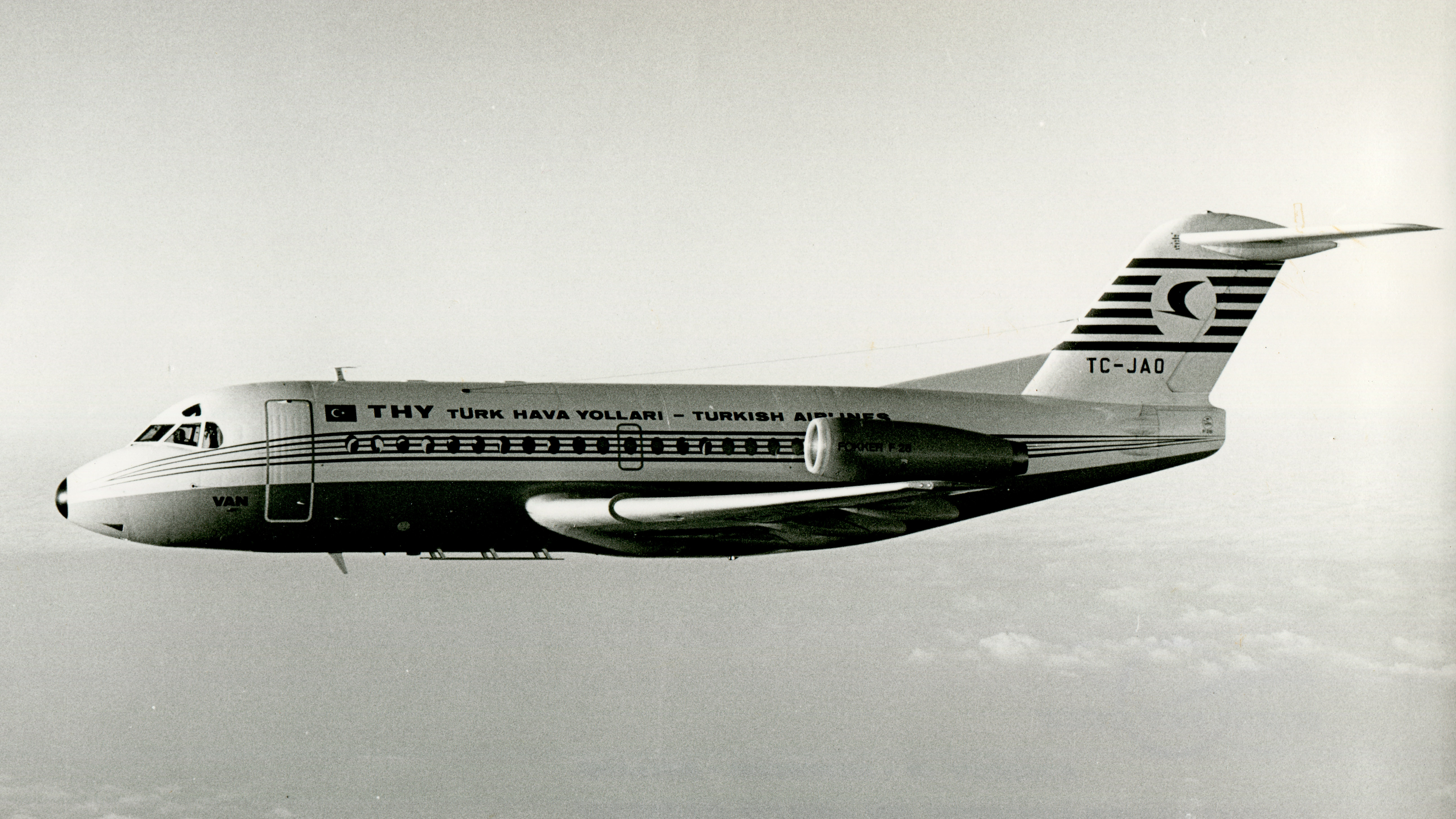
Три из пяти Fokker F28 Fellowship, эксплуатируемых Turkish Airlines, разбились. На иллюстрации — самолёт, потерпевший крушение под Измиром в 1974 году

В период с 1972 по 1973 год флот пополнился пятью Fokker F28 Fellowship, которые заменили Fokker F27. Таким образом, флот полностью состоял из самолётов с реактивными двигателями. Ещё один Fokker F28 был взят в лизинг и возвращен Fokker после 42 дней эксплуатации. Этот тип был выбран для работы на коротких взлётно-посадочных полосах, которые не могли принимать самолёты большего размера. Fokker F27 были проданы на родину в Нидерланды, чтобы оплатить покупку нового самолёта. Взятый в лизинг Douglas DC-9-10 эксплуатировался до 1973 года. Четыре самолёта Boeing 727 поступили в 1974 году. Три Fokker F28 Fellowship были уничтожены в результате крушений в 1974, 1975 и 1979 годах, в то время как два оставшихся самолёта позже разбились в 1989 и 1994 годах, эксплуатируясь уже в других авиакомпаниях. В период с 1969 по 1975 год количество самолётов во флоте Turkish Airlines увеличилось с 16 до 21. Авиакомпания значительно пострадала от турецкого вторжения на Кипр 1974 года.

### 1980-е
К 1984 году Turkish Airlines имела во флоте три самолёта de Havilland Canada Dash 7, пять Boeing 707, два Fokker F28 Fellowship, девять Douglas DC-9, девять Boeing 727 и два Douglas DC-10. Флот состоял из самолётов различных типов, которые не могли удовлетворить спрос на маршрутную сеть Turkish Airlines. В 1980-х годах авиакомпания планировала заказать Airbus A310, Boeing 757 или Boeing 767, переговоры с производителями вёл министр транспорта и инфраструктуры Вейсель Атасой. В результате был заказан Airbus A310, поскольку он имел бо́льшую грузоподъёмность, а его производитель Airbus предоставил скидку. Первоначально авиакомпания хотела разместить твёрдый заказ на три самолёта с двумя опционами, но позже эти числа увеличились до семи каждое. Четыре Airbus A310 пополнили флот в 1985 году, а в 1988 году — ещё три. Всего за семь лет флот пополнился 14 Airbus A310. De Havilland Canada Dash 7 были возвращены лизингодателям после истечения срока контрактов в 1986 году, что ознаменовало окончательное прекращение эксплуатации винтовых самолётов авиакомпанией. В 1987 году Douglas DC-10, Fokker F28, а также два Boeing 707 были переданы недавно созданной дочерней компании Boğaziçi Hava Taşımacılığı (BHT) для стандартизации флота Turkish Airlines. С 1988 по 1989 годы планировалось внести изменения во флот с целью увеличения производительности самолётов. Было решено сократить количество эксплуатируемых типов.

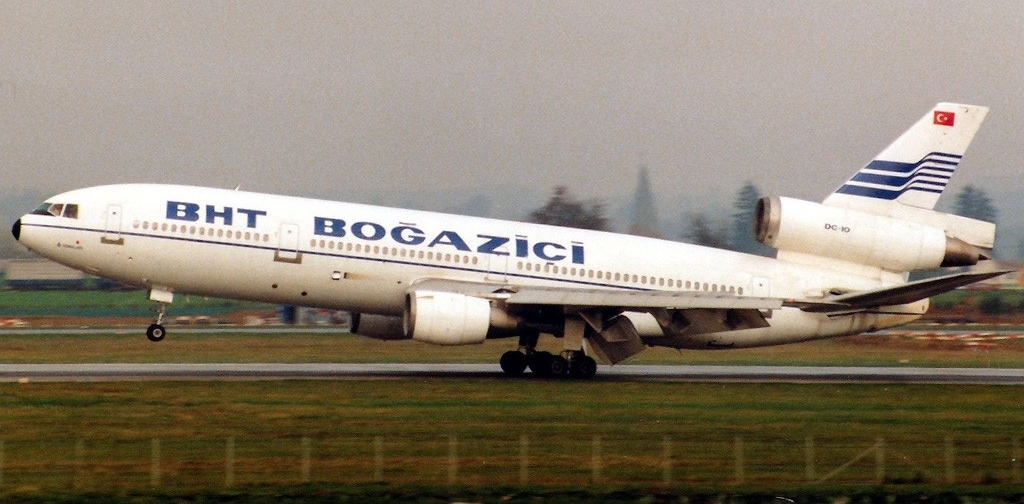
McDonnell Douglas DC-10, дочерней авиакомпании Turkish Airlines. В конце 1980-х Turkish Airlines приняла решение вывести этот тип из эксплуатации

Компания хотела как можно скорее вывести из флота Douglas DC-10, всё ещё эксплуатируемые BHT, поскольку у них часто возникали неисправности, которые было трудно исправить, а их большая вместимость затрудняла заправку зимой. Кроме того, при проведении обширного технического обслуживания выполнение рейсов могло быть затруднено, поскольку для замены одного DC-10 требовалось два самолёта. Спрос на этот тип как на пассажирский самолёт падал, но грузовые варианты по-прежнему интересовали покупателей. Первой и единственной авиакомпанией, заинтересованной в этих самолётах, была FedEx, которая в конечном итоге их купила. В качестве замены DC-10 совет директоров рассматривал McDonnell Douglas MD-11 и Airbus A340, оба из которых находились в стадии разработки. Тургут Озал, восьмой президент Турции, хотел, чтобы авиакомпания ввела во флот Boeing 747, и Министерство транспорта и инфраструктуры направило официальное письмо с просьбой оценить этот тип. Совет пришёл к выводу, что ввод Boeing 747 нанесёт компании ещё больший ущерб, поскольку было установлено, что этот тип в условиях сезонного снижения спроса не достигнет коэффициента загрузки 80—90 %, необходимого для безубыточности в низкий сезон.

### 1990-е

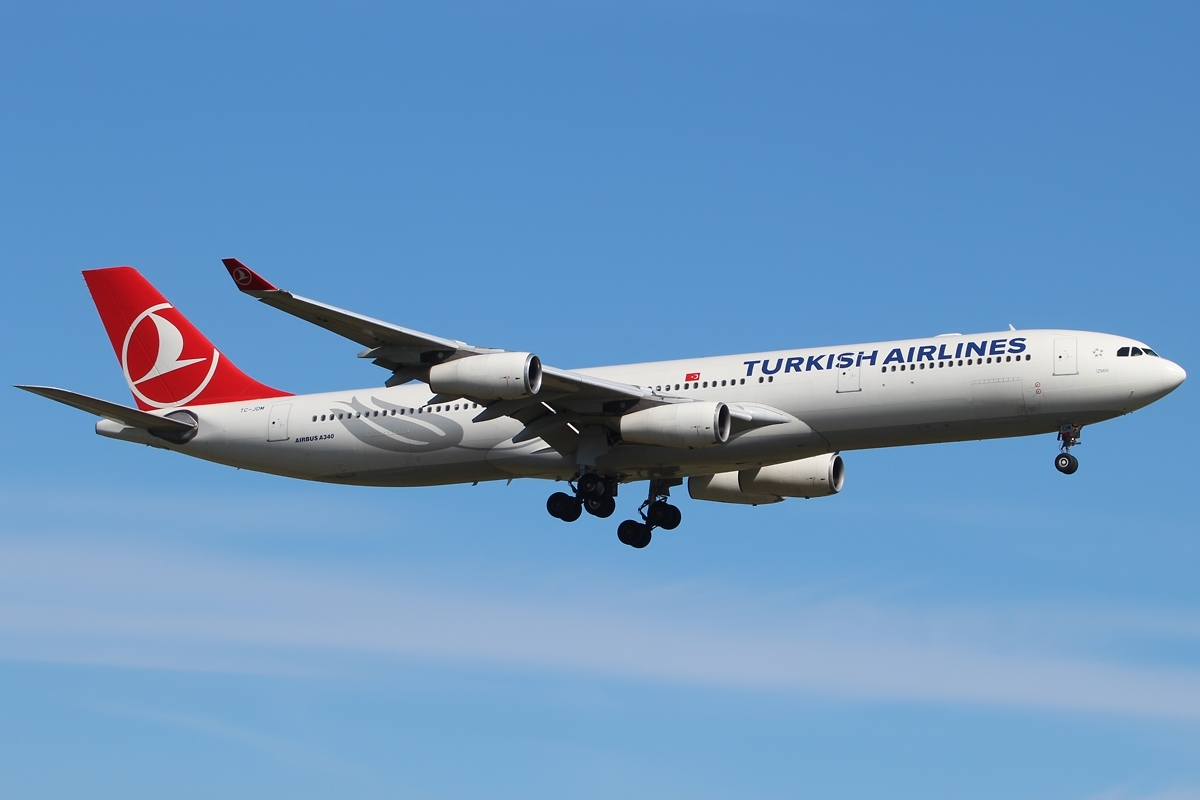
Первый Airbus A340 был поставлен в 1993 году. На иллюстрации — борт TC-JDM, известный своими частыми и странными поломками, благодаря которым приобрёл прозвище Deli Mike

Программа по расширению флота, выполненная в прошлом десятилетии, начала показывать результаты в 1990-х годах. В январе 1990 года внутренняя комиссия, созданная для принятия решения о замене Douglas DC-10, провела окончательное голосование после нескольких туров, и вместо McDonnell Douglas MD-11 единогласно был выбран Airbus A340 из-за его технических и экономических преимуществ. Тургут Озал несколько месяцев спустя вновь поднял вопрос ввода во флот Boeing 747, когда началась война в Персидском заливе. У Kuwait Airways оставалось четыре самолёта этого типа, которые из-за конфликта находились на хранении в Египте.  Он попросил генерального директора Джема Козлу взять в лизинг самолёты до тех пор, пока конфликт не разрешится. К тому времени как были улажены вопросы кредита и страхования, в конфликте произошла серьёзная эскалация, и от планов было решено отказаться.
Примерно в то же время комиссии также пришлось выбирать между Boeing 737 Classic и Airbus A320, причём предпочтение было отдано последнему с небольшим перевесом. Однако в конце концов был выбран Boeing 737. Это произошло потому, что Airbus A320 имел более поздние сроки поставки и более современные технические характеристики, которые было трудно исправить в случае поломки в аэропортах Анатолии без соответствующей технической инфраструктуры. Также причиной послужило то, что компания также не хотела полностью отказываться от Boeing, поскольку примерно в это время она заказывало большинство самолётов у Airbus. Ещё два Airbus A310 были поставлены авиакомпании в 1990 и 1992 годах, в результате чего количество самолётов в её флоте достигло 32. Первый Boeing 737 Classic был поставлен в 1991 году. Ещё шесть Boeing 737-400 и два меньших Boeing 737-500 пополнили флот год спустя, в 1992 году. Первый Airbus A340-300 был поставлен в 1993 году, что позволило авиакомпании выполнять рейсы в пункты назначения в Восточной Азии, такие как Токио. Четвёртый А340 с бортовым номером TC-JDM, прославился в стране своей странной ненадёжностью и получил прозвище Deli Mike.

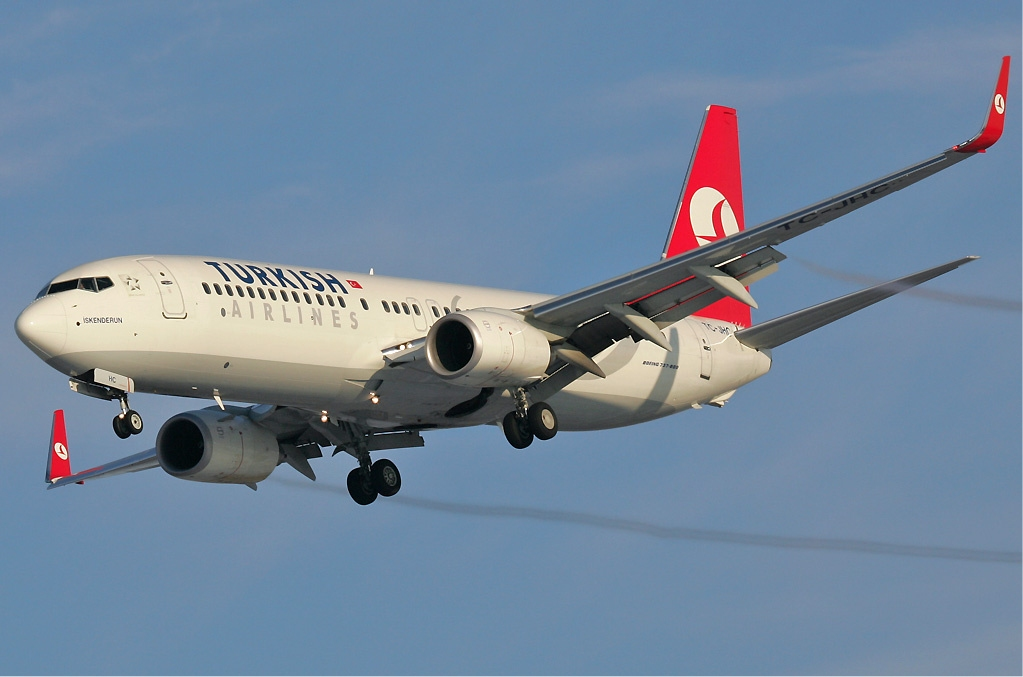
Первые шесть Boeing 737-800 были поставлены в ноябре 1998 года

В июле 1993 года Turkish Airlines получила первый Avro RJ100, а затем начала получать по одному самолёту этого типа каждый месяц, до тех пор пока их число не достигло пяти. На получении первого самолёта присутствовал принц Чарльз.  Этот четырёхдвигательный самолёт использовался для выполнения внутренних рейсов в Восточную и Юго-Восточную Анатолию, где большинство аэропортов имели короткие взлётно-посадочные полосы. Оставшись удовлетворённой самолётом, авиакомпания заказала ещё пять RJ100 и четыре RJ70, его укороченный вариант, в 1995 году. RJ70 были куплены из-за их модифицированного шасси, которое позволяло приземляться на грунтовые взлётно-посадочные полосы, что позволяло авиакомпании перевозить солдат турецкой армии. Первоначальные проблемы с утечкой масла из двигателей были устранены с помощью дополнительных модификаций, внесённых Turkish Technic. Boeing 727, переоборудованные в грузовые самолёты, были выведены из флота в 1996 году. Во время визита президента Турции Сулеймана Демиреля во Францию в феврале 1998 года Turkish Airlines заказала два дополнительных Airbus A340, в результате чего общее количество самолётов этого типа достигло семи. В ноябре 1998 года авиакомпания пополнила свой флот шестью Boeing 737-800 нового поколения 737 Next Generation. Самолёты приземлились один за другим в аэропорту имени Ататюрка 2 ноября. Это первый случай в истории турецкой авиации, когда шесть самолётов были доставлены в один и тот же день. По традиции, первый самолёт при заходе на посадку ушёл на второй круг. К 1999 году общее количество самолётов во флоте составило 75.

### 2000-е

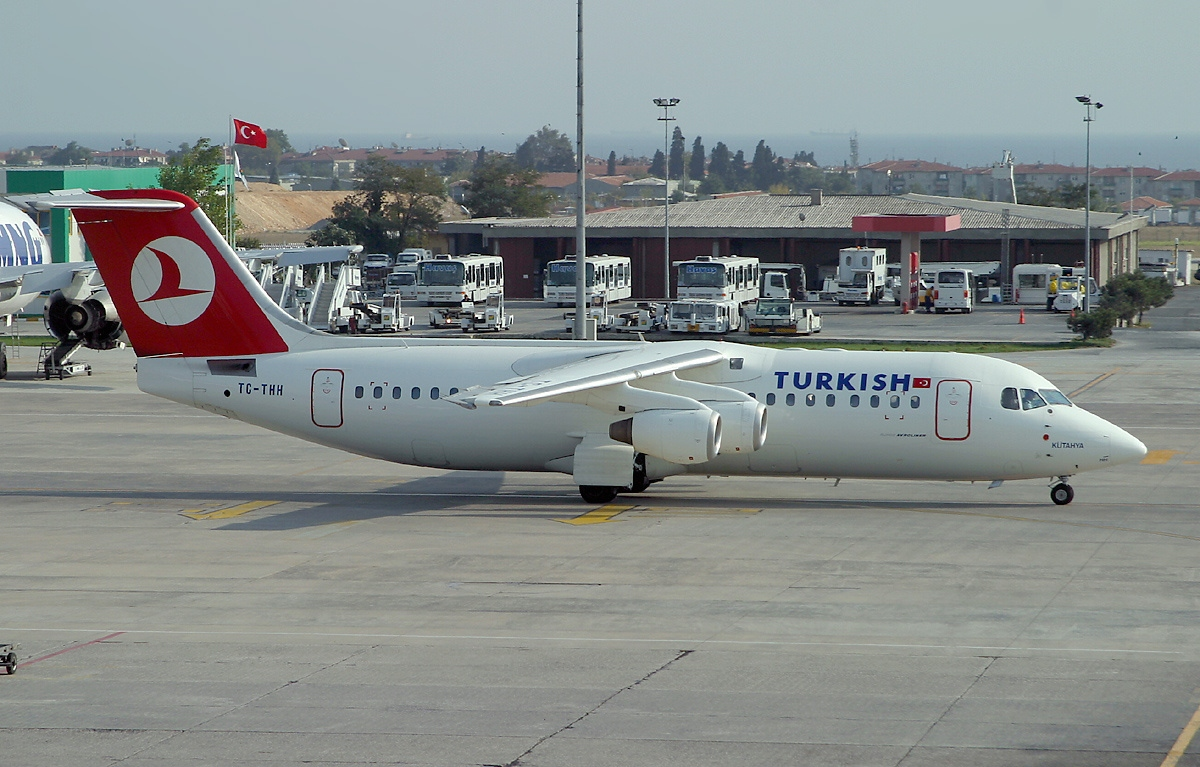
Avro RJ были выведены из флота Turkish Airlines в 2006 году с торжественной церемонией

На продажу были выставлены семь самолётов Airbus A310 и три Boeing 727. К 2001 году было продано по одному экземпляру каждого из этих типов. В 2000 году на один из Airbus A340 поступил твёрдый заказ. С 2000 по 2002 год авиакомпания получила 11 самолётов Boeing 737-800. Turkish Airlines продала шесть Airbus A310 авиакомпании Iran Air примерно в 2002 году. Позже в том же году, в сентябре, Mahan Air купила семь Airbus A310.
В 2004 году Turkish Airlines объявила о заказе на пять самолётов Airbus A330, 19 Airbus A320 и 12 Airbus A321. В течение 2004 и 2005 годов авиакомпания заказала 23 самолёта Boeing 737-800. Поставки были завершены в конце 2008 года. Многие старые самолеты, такие как 11 Avro RJ, пять Boeing 737-400 и два Boeing 737-500, были выведены из флота. Три пассажирских Airbus A310 были переоборудованы в грузовые. Avro RJ планировалось вывести в конце 2003 года, в частности, из-за их низкой производительности и высоких эксплуатационных расходов. Десятилетний лизинговый контракт на самолёты Avro RJ закончился в мае 2004 года. Во время плановой проверки технического обслуживания второго самолёта перед отправкой его обратно лизингодателю внутри топливных баков были обнаружены признаки коррозии, что привело к заземлению семи других Avro RJ, всё ещё эксплуатирующихся авиакомпанией. Последний Avro RJ покинул флот в декабре 2006 года. Во время церемонии по поводу вывода этого типа из эксплуатации в ангаре Turkish Technic аэропорта имени Ататюрка был зарезан верблюд.

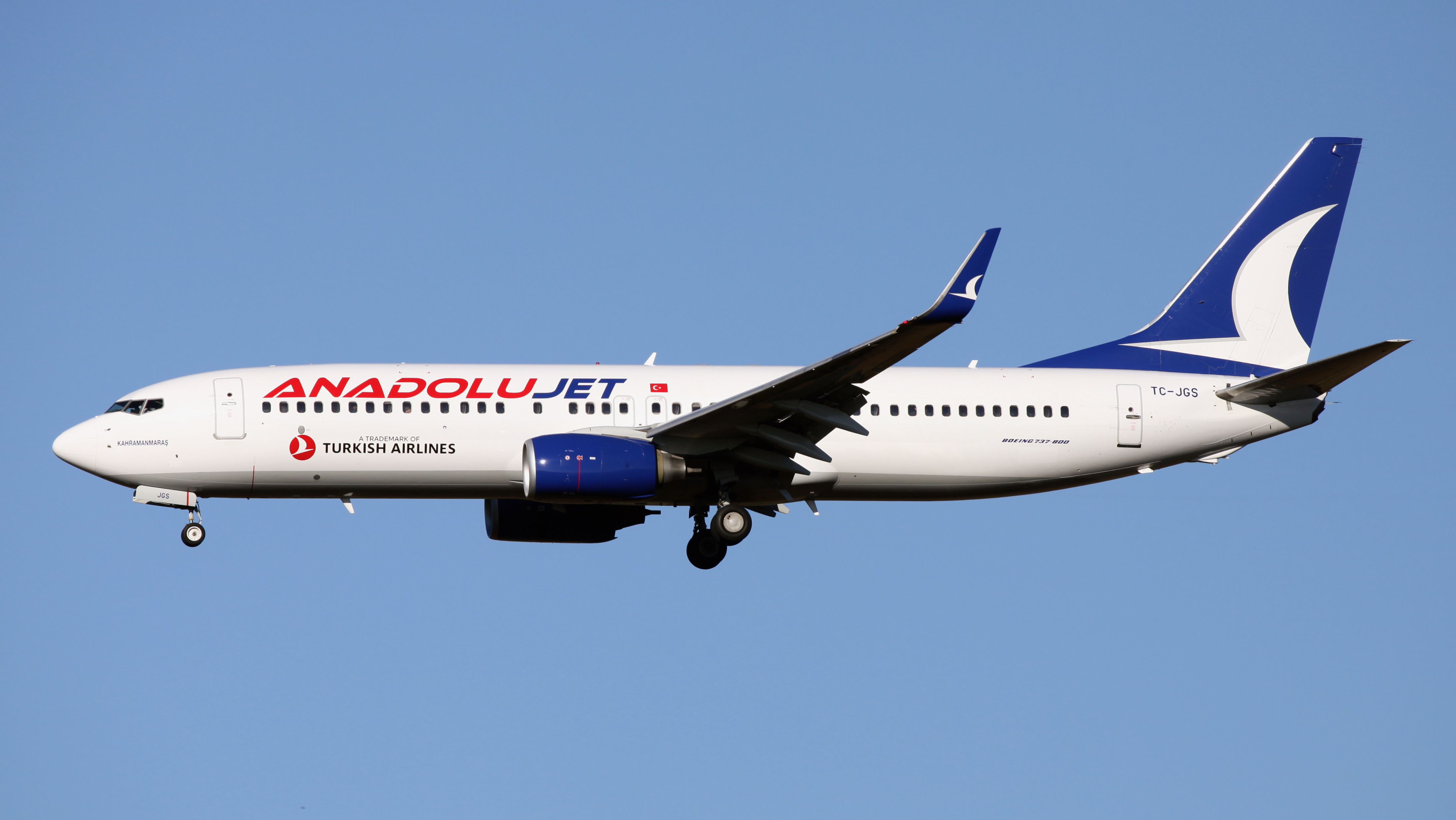
В 2008 году Turkish Airlines основала своё бюджетное подразделение AnadoluJet, которая не является отдельной авиакомпанией

За первые пять лет десятилетия авиакомпания увеличила свой флот почти в два раза, с 65 до 120 самолётов. В последующие годы авиакомпания не оформляла новых заказов, пока в октябре 2008 года газета Hürriyet не сообщила о том, авиакомпания планирует заказать до 25 широкофюзеляжных и 50 узкофюзеляжных самолётов. Airbus A330, заказанные четыре года назад, заменили только более старые Airbus A310. Таким образом, у Turkish Airlines не было значительного увеличения флота дальнемагистральных самолётов. Перевозчик также взял в лизинг четыре Boeing 737-700 для замены более старого варианта 737-400, однако контракт на лизинг не был продлён. Кроме того, в 2008 году флот пополнился в общей сложности 21 взятым в лизинг воздушным судном, причём большинство из них составляли самолёты семейства Airbus A320 и Boeing 737 Next Generation, также в это число вошли четыре широкофюзеляжных самолёта. В апреле 2008 года Turkish Airlines основала AnadoluJet в качестве торговой марки бюджетной авиакомпании, передав ей пять своих Boeing 737-400. AnadoluJet не является отдельной компанией и работает под управлением Turkish Airlines.
К ноябрю 2008 года авиакомпания переоборудовала три своих Airbus A310 в грузовые. Два самолёта этого типа были проданы Ariana Afghan Airlines в апреле 2009 года. Turkish Airlines взяла в лизинг три Boeing 777-300ER у Jet Airways в декабре 2008 года. В апреле 2009 года Turkish Airlines объявила о заказе пяти Boeing 777-300ER. В июле того же года были заказаны ещё семь самолётов, в результате чего общее количество заказанных самолётов этого типа достигло 12. В ноябре 2009 года авиакомпания заказала три Airbus A330-300, в результате чего общее количество заказанных самолётов этого типа достигло десяти. Turkish Airlines также подписала меморандум о взаимопонимании с Airbus на два грузовых Airbus A330-200F.

### 2010-е
В октябре 2010 года Turkish Airlines объявила о заказе на 14 самолётов Airbus A321-200 и шесть Airbus A319-100. Месяц спустя авиакомпания объявила о заказе на десять Boeing 737-800 и ещё десять Boeing 737-900ER с опционом ещё на 15 самолётов. В марте 2011 года авиакомпания заказала десять Airbus A321-200 и три Airbus A330-200F.
В марте 2013 года авиакомпания объявила о заказе на 117 самолётов Airbus, который стал крупнейшим заказом, размещённым турецкой авиакомпанией. Заказ включал 25 Airbus A321-200, четыре Airbus A320neo и 53 Airbus A321neo, а также опцион ещё на 35 Airbus A321neo. В следующем месяце Turkish Airlines разместила твёрдый заказ на 20 Boeing 737-800, 50 Boeing 737 MAX 8 и десять Boeing 737 MAX 9. Заказ также включал в себя опцион ещё на 25 Boeing 737 MAX 8. 15 опционов были преобразованы в твёрдые заказы в июне 2014 года. В декабре 2014 года заказы на A320neo были преобразованы в A321neo, а восемь опционов на A321neo были преобразованы в твёрдые заказы. В декабре 2015 года перевозчик заказал дополнительные 20 Airbus A321neo, в результате чего общее количество заказанных самолётов достигло 92.
В зимний период 2016—2017 годов, на фоне попытки военного переворота в Турции летом 2016 года, авиакомпания столкнулась с резким сокращением пассажиропотока, который привёл к вынужденному заземлению 30 самолётов. 14 февраля 2017 года Turkish Airlines объявила, что достигла соглашения с Boeing о преобразовании своего заказа на два пассажирских Boeing 777-300ER в грузовые Boeing 777-200F. В сентябре 2017 года Turkish Airlines объявила о намерениях приобрести 25 Boeing 787-9 с опционом ещё на пять. Оба грузовых Boeing 777F были доставлены авиакомпании в декабре 2017 года. В конце того же месяца были заказаны ещё три Boeing 777F. В январе 2018 года авиакомпания подписала меморандум о взаимопонимании с Airbus на 25 Airbus A350-900 и опционе на пять. Сделка по покупке Boeing 787 и Airbus A350 была завершена два месяца спустя, и авиакомпания официально оформила заказ на оба типа в марте 2018 года. 25 ноября 2018 года авиакомпания заказала ещё три грузовых Boeing 777F. По состоянию на декабрь 2018 года авиакомпания владела 37 из 330 эксплуатируемых ею самолётов, остальные были лизингованы. Из лизинговых самолётов 207 эксплуатировались по долгосрочным контрактам, а 87 — по краткосрочным. В течение 2018 года 11 самолётов семейства Airbus A320 прошли масштабное обновление салонов, а 12 Boeing 737-800 были переданы дочерней компании AnadoluJet.

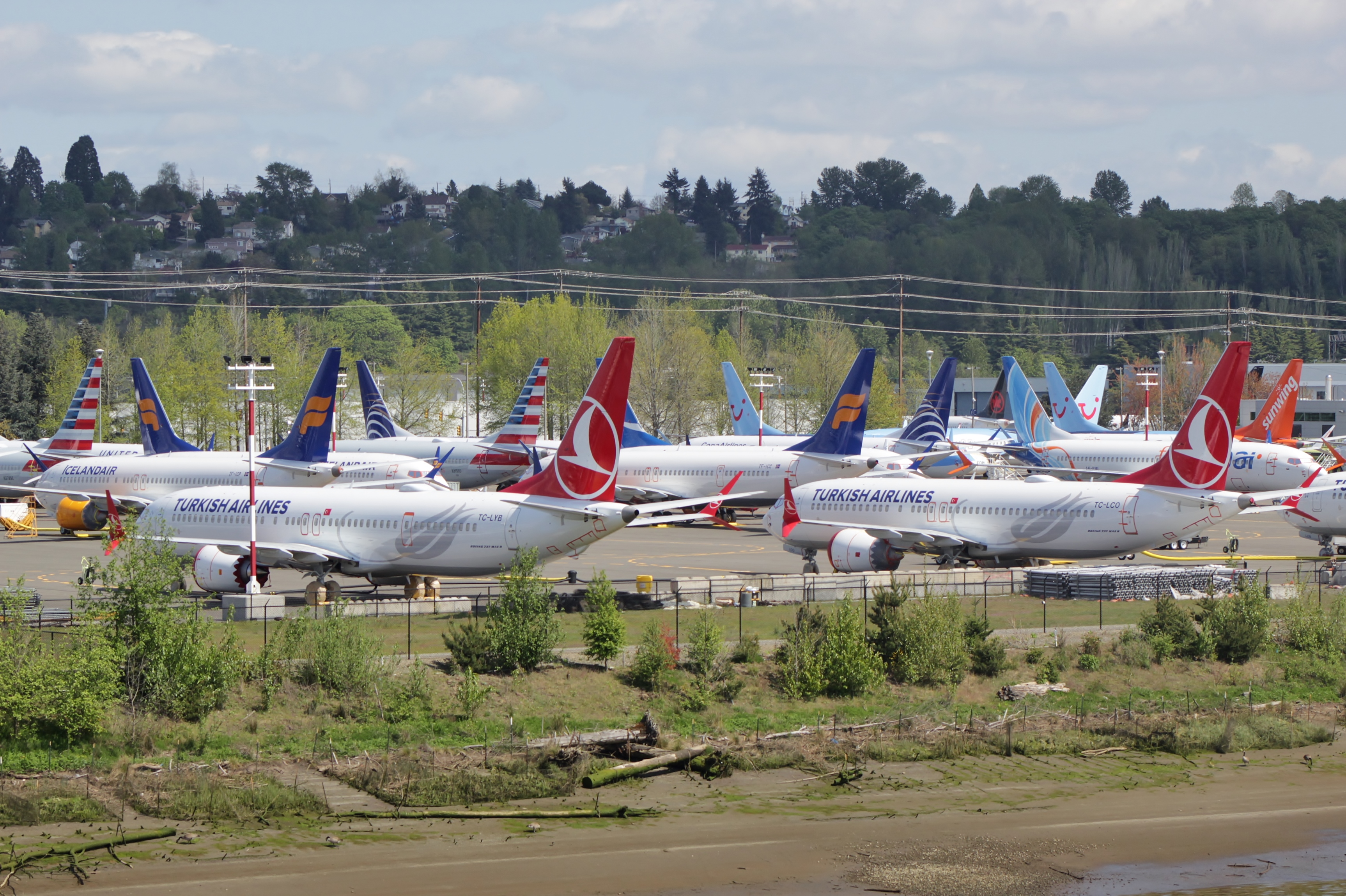
Boeing 737 MAX авиакомпании Turkish Airlines вместе с другими самолётами на хранении на аэродроме Boeing

12 марта 2019 года по запросу Главного управления гражданской авиации Турции Turkish Airlines заземлила все свои 12 самолётов типа Boeing 737 MAX. Некоторым самолётам, вылетевшим за несколько часов до принятия этого решения, пришлось приземлиться в стамбульском аэропорту имени Ататюрка. Turkish Airlines также не получила 12 заказанных 737 MAX из-за глобального запрета на полёты, самолёты оставались на хранении на аэродроме Boeing близ Сиэтла, США. Последний Airbus A340-300 покинул флот в апреле 2019 года. 26 июня 2019 года авиакомпания получила свой первый Boeing 787-9 с бортовым номером TC-LLA. Самолёт был встречен в аэропорту Стамбула церемонией, на которой присутствовали турецкие СМИ. Первый коммерческий рейс на этом типе был совершён 8 июля в аэропорт Трабзона. В августе 2019 года председатель Turkish Airlines Илкер Айчи заявил, что перевозчик рассматривает возможность получения заказанных дальнемагистральных самолётов, таких как Airbus A350-900, раньше, чем планировалось. Кроме того, он сообщил, что авиакомпания заинтересована в самолётах Airbus A220 и Embraer E190/E195 для обслуживания новых направлений. 31 декабря 2019 года сообщалось, что Turkish Airlines получила компенсацию в размере около 225 миллионов долларов от Boeing в связи с заземлением 737 MAX.

### 2020-е
Из-за сокращения количества авиаперелётов, вызванного пандемией COVID-19, председатель авиакомпании Илкер Айчи 27 мая 2020 года сообщил газете Hürriyet, что авиакомпания может задержать поставки новых широкофюзеляжных самолётов. 23 октября 2020 года авиакомпания получила свой первый Airbus A350-900, при этом его строительство было завершено почти за год до поставки. В конце 2020 года авиакомпания приостановила полёты 25 широкофюзеляжных и 55 узкофюзеляжных самолётов в связи с началом зимнего сезона, а позже приостановила полёты ещё 21 Boeing 737-800, что увеличило общее количество заземлённых самолётов до более чем 100. По состоянию на ноябрь 2020 года Turkish Airlines является крупнейшим эксплуатантом Airbus A330.
Turkish Airlines вновь начала эксплуатацию своих Boeing 737 MAX 12 апреля 2021 года, выполнив внутренний рейс из аэропорта Стамбул в аэропорт Анкара Эсенбога. Авиакомпания отобрала специальный штат бортпроводников и пилотов из 267 человек, которые были обучены выполнять рейсы на Boeing 737 MAX и отвечать на вопросы пассажиров. Однако через три дня после повторного введения этих самолётов в эксплуатацию Turkish Airlines отменила заказ на 10 Boeing 737 MAX 8 и преобразовала 40 твёрдых заказов в опционы, которые должны были быть куплены до 21 декабря 2021 года, оставив в общей сложности 25 твёрдых заказов. Авиакомпания также начала возвращать самолёты Airbus A330-200 лизингодателям, чтобы стандартизировать свой флот. В декабре 2021 года Илкер Айчи объявил, что авиакомпания планирует эксплуатировать в общей сложности 400 самолётов к концу 2022 года.
В январе Turkish Airlines отменила заказ на пять самолётов Airbus A350. 12 января 2022 года авиакомпания получила свой 20-й и последний Boeing 737 MAX 8, который она заказала непосредственно у Boeing. В апреле 2022 года перевозчик объявил, что собирается взять в лизинг семь самолётов Boeing 737 MAX 8, чтобы увеличить флот на летний период. В мае 2022 года перевозчик принял поставку Airbus A350, который первоначально предназначался для «Аэрофлота», однако из-за санкций, наложенных на авиакомпанию в связи со вторжением России на Украину, не был ей поставлен. Было объявлено, что Turkish Airlines получит в общей сложности шесть самолетов от «Аэрофлота». Аналогичным образом, AnadoluJet приняла поставку самолётов Airbus A320neo, A321neo и Boeing 737 MAX, первоначально предназначавшихся для S7 Airlines, другой российской авиакомпании.
Авиакомпания вновь проявила интерес к Airbus A220 и Embraer E190/E195 перед Стамбульским авиасалоном 2022 года, прошедшим в октябре, где оба производителя представили свои самолёты. Однако перевозчик не решается размещать заказ на эти типы самолётов из-за их двигателей. Оба самолёта используют двигатели семейства Pratt & Whitney PW1000G. Airbus A321neo авиакомпании, у которого были проблемы с надёжностью, уже используют PW1100G. В феврале 2023 года Turkish Airlines передала в лизинг IndiGo три своих Boeing 777-300, которые используются только на рейсах в Стамбул. Авиакомпания получил свой 400-й самолет, Airbus A350-900, в конце февраля 2023 года.

## Нынешний флот

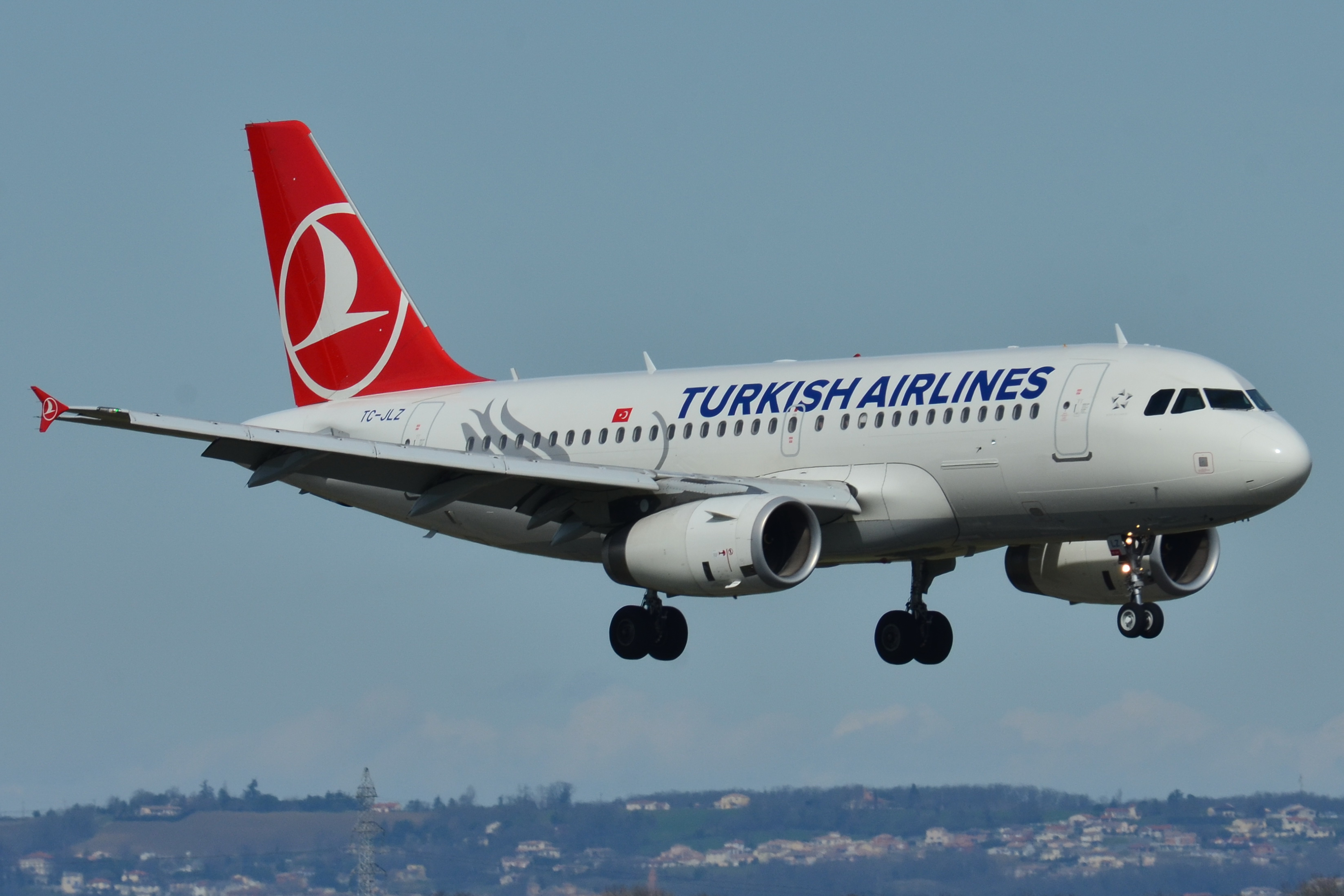
Airbus A319-100
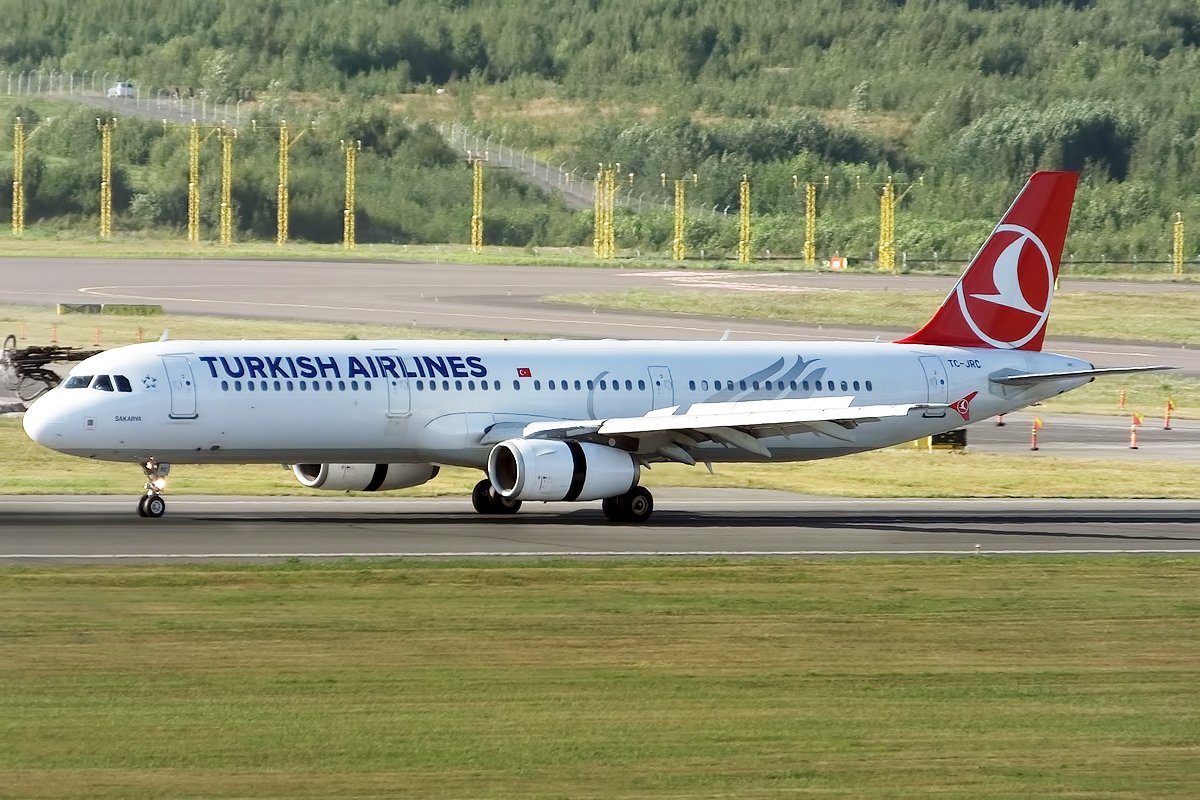
Airbus A321-200
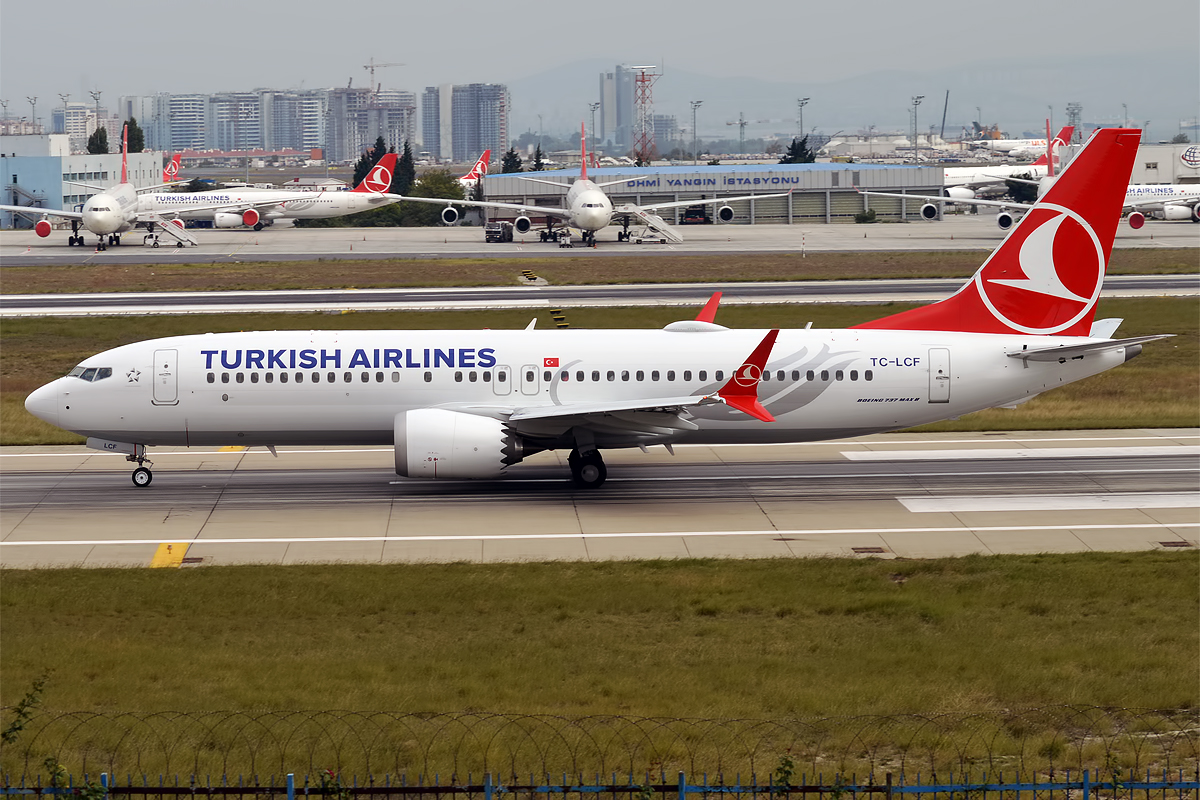
Boeing 737 MAX 8
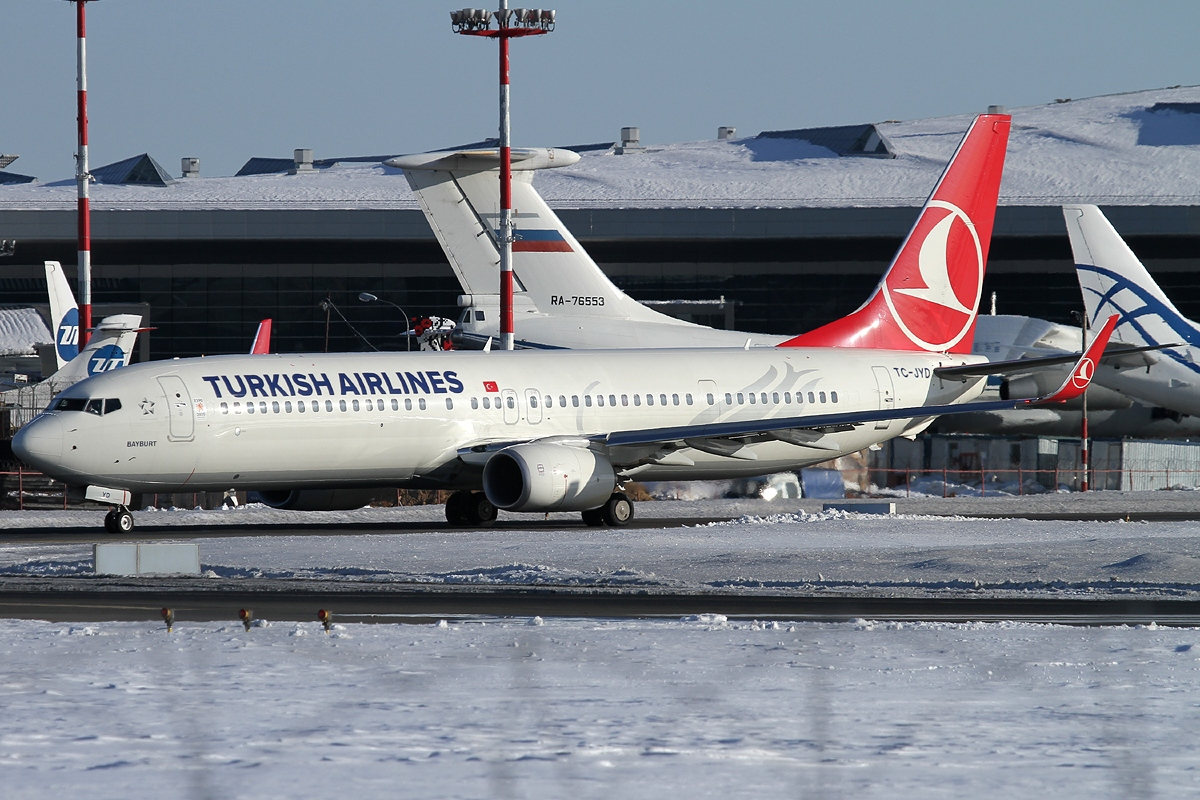
Boeing 737-900ER
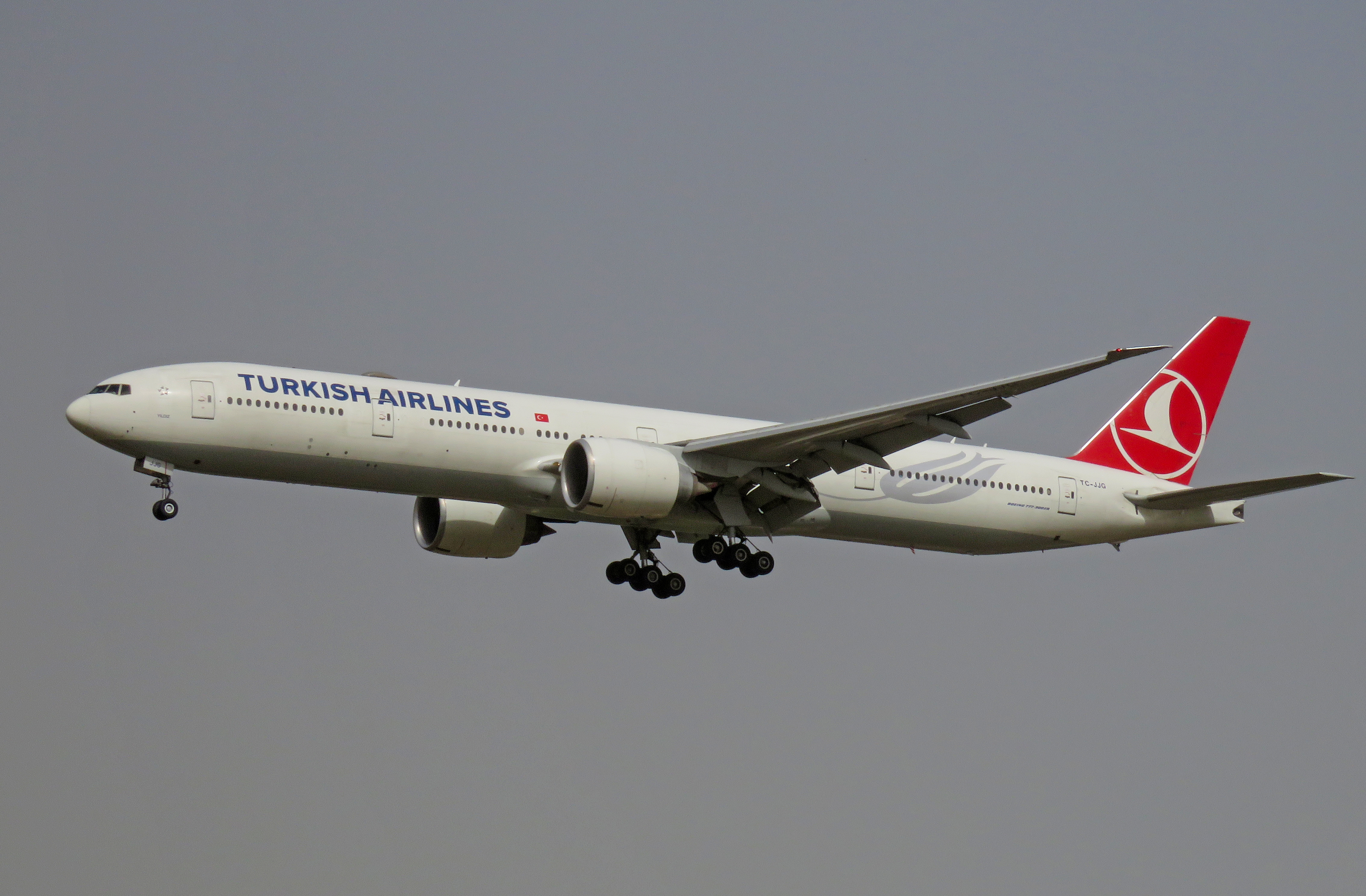
Boeing 777-300ER

По состоянию на июнь 2023 года Turkish Airlines эксплуатирует флот в 417 самолётов, состоящий из 13 типов пассажирских самолётов и четырёх грузовых. В это число входят самолёты AnadoluJet, которая не имеет собственного сертификата эксплуатанта и выполняет полёты под сертификатом Turkish Airlines. Флот разделён примерно поровну между самолётами Airbus и Boeing. 66,7 % самолётов — узкофюзеляжные, 33,3 % — широкофюзеляжные. Средний возраст самолётов составляет 8,8 лет.
| Самолёт                     | Кол-во | Заказ | Пассажиры | Пассажиры | Пассажиры | Комментарии                                                                                         | Ист.                            |
| Самолёт                     | Кол-во | Заказ | C         | Y         | Всего     | Комментарии                                                                                         | Ист.                            |
| --------------------------- | ------ | ----- | --------- | --------- | --------- | --------------------------------------------------------------------------------------------------- | ------------------------------- |
| Airbus A319-100             | 6      | —     | —         | 132       | 132       | | [ 115 ]                         |
| Airbus A320-200             | 18     | —     | —         | 150       | 150       | | [ 115 ]                         |
| Airbus A320-200             | 18     | —     | —         | 159       | 159       | | [ 115 ]                         |
| Airbus A320neo              | 8      | —     | —         | 186       | 186       | В том числе самолёты AnadoluJet                                                                     | [ 115 ]                         |
| Airbus A321-200             | 72     | —     | 20        | 158       | 178       | | [ 115 ]                         |
| Airbus A321-200             | 72     | —     | 16        | 164       | 180       | | [ 115 ]                         |
| Airbus A321-200             | 72     | —     | —         | 194       | 194       | | [ 115 ]                         |
| Airbus A321neo              | 54     | 38    | 20        | 162       | 182       | В том числе самолёты AnadoluJet Поставки до конца 2023 года Конфигурация Airbus Cabin Flex (ACF)    | [ 77 ] [ 115 ] [ 120 ]          |
| Airbus A330-200             | 13     | —     | 30        | 190       | 220       | Взятые в лизинг самолёты возвращаются лизингодателям                                                | [ 103 ] [ 115 ]                 |
| Airbus A330-200             | 13     | —     | 22        | 228       | 250       | Взятые в лизинг самолёты возвращаются лизингодателям                                                | [ 103 ] [ 115 ]                 |
| Airbus A330-200             | 13     | —     | 24        | 255       | 279       | Взятые в лизинг самолёты возвращаются лизингодателям                                                | [ 103 ] [ 115 ]                 |
| Airbus A330-300             | 36     | —     | 28        | 261       | 289       | Взятые в лизинг самолёты возвращаются лизингодателям                                                | [ 103 ] [ 115 ]                 |
| Airbus A330-300             | 36     | —     | 40        | 265       | 305       | Взятые в лизинг самолёты возвращаются лизингодателям                                                | [ 103 ] [ 115 ]                 |
| Airbus A350-900             | 14     | 22    | 32        | 297       | 329       | Шесть самолётов получены от «Аэрофлота»                                                             | [ 115 ]                         |
| Airbus A350-900             | 14     | 22    | 28        | 288       | 316       | Шесть самолётов получены от «Аэрофлота»                                                             | [ 105 ] [ 121 ]                 |
| Boeing 737-800              | 85     | —     | 16        | 135       | 151       | В том числе самолёты AnadoluJet                                                                     | [ 115 ]                         |
| Boeing 737-800              | 85     | —     | 12        | 153       | 165       | В том числе самолёты AnadoluJet                                                                     | [ 115 ]                         |
| Boeing 737-800              | 85     | —     | —         | 189       | 189       | В том числе самолёты AnadoluJet                                                                     | [ 115 ]                         |
| Boeing 737-900ER            | 15     | —     | 16        | 135       | 151       | | [ 115 ]                         |
| Boeing 737-900ER            | 15     | —     | 16        | 153       | 169       | | [ 115 ]                         |
| Boeing 737 MAX 8            | 30     | 25    | 16        | 135       | 151       | В том числе самолёты AnadoluJet                                                                     | [ 107 ] [ 115 ] [ 122 ]         |
| Boeing 737 MAX 9            | 5      | —     | 16        | 153       | 169       | | [ 115 ] [ 123 ]                 |
| Boeing 777-300ER            | 33     | —     | 49        | 300       | 349       | Три самолёта отданы в мокрый лизинг IndiGo                                                          | [ 113 ] [ 115 ]                 |
| Boeing 777-300ER            | 33     | —     | 28        | 372       | 400       | Три самолёта отданы в мокрый лизинг IndiGo                                                          | [ 113 ] [ 115 ]                 |
| Boeing 787-9                | 20     | 13    | 30        | 270       | 300       | Первоначально планировалось поставить до 2022 года Поставки задержаны из-за проблем с безопасностью | [ 115 ] [ 124 ] [ 122 ] [ 125 ] |
| Флот Turkish Airlines Cargo |        |       |           |           |           | |                                 |
| Airbus A310-300F            | 2      | —     | Груз      | Груз      | Груз      | Взяты в лизинг у ULS Airlines Cargo                                                                 | [ 115 ] [ 126 ]                 |
| Airbus A330-200F            | 12     | —     | Груз      | Груз      | Груз      | | [ 115 ]                         |
| Boeing 747-400BCF           | 2      | —     | Груз      | Груз      | Груз      | | [ 115 ]                         |
| Boeing 777F                 | 8      | —     | Груз      | Груз      | Груз      | | [ 115 ]                         |

## Бывший флот

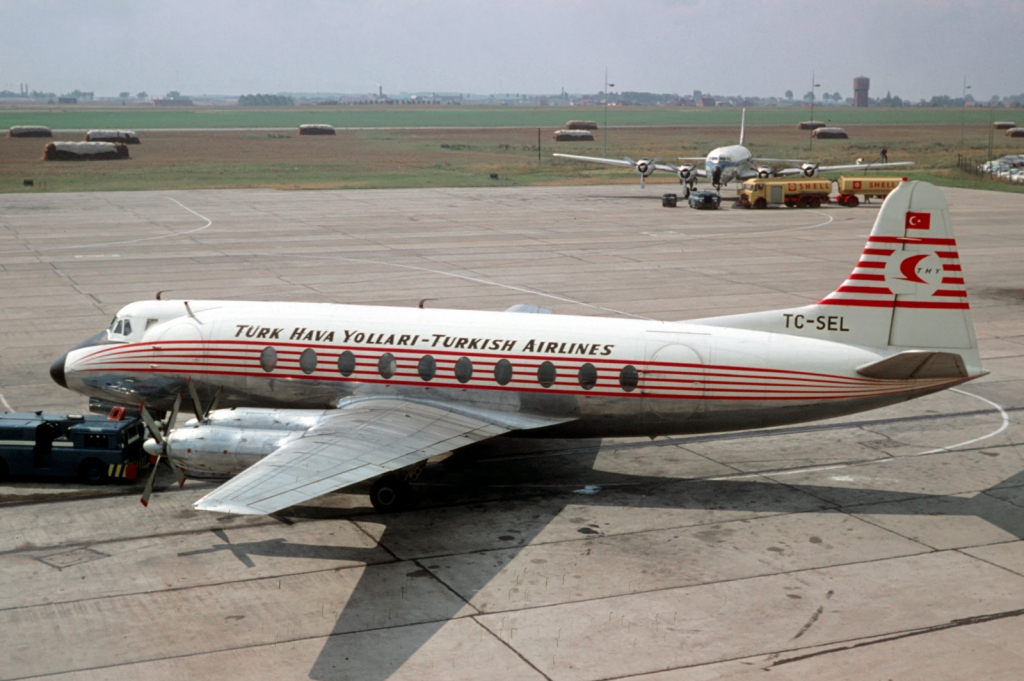
Vickers Viscount
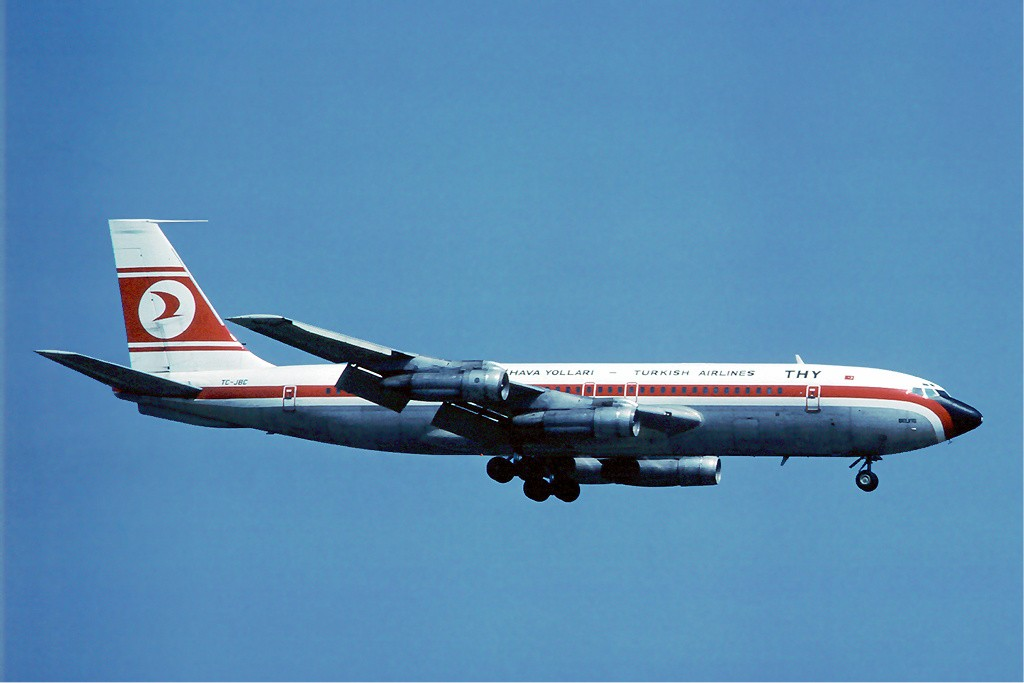
Boeing 707
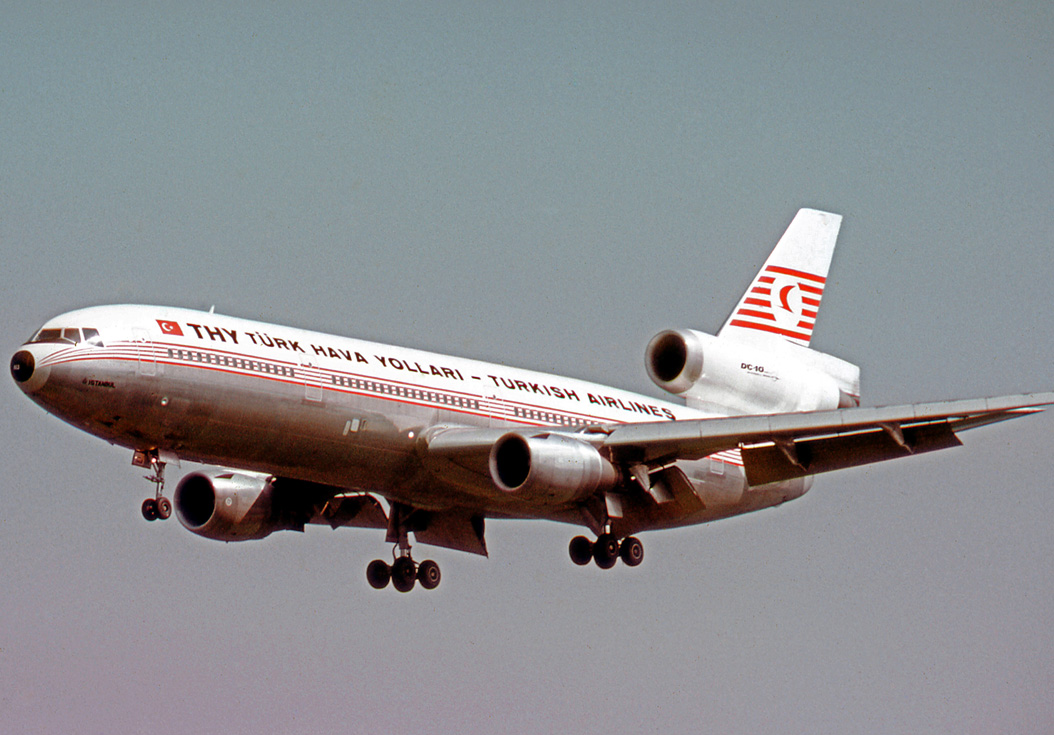
McDonnell Douglas DC-10-10
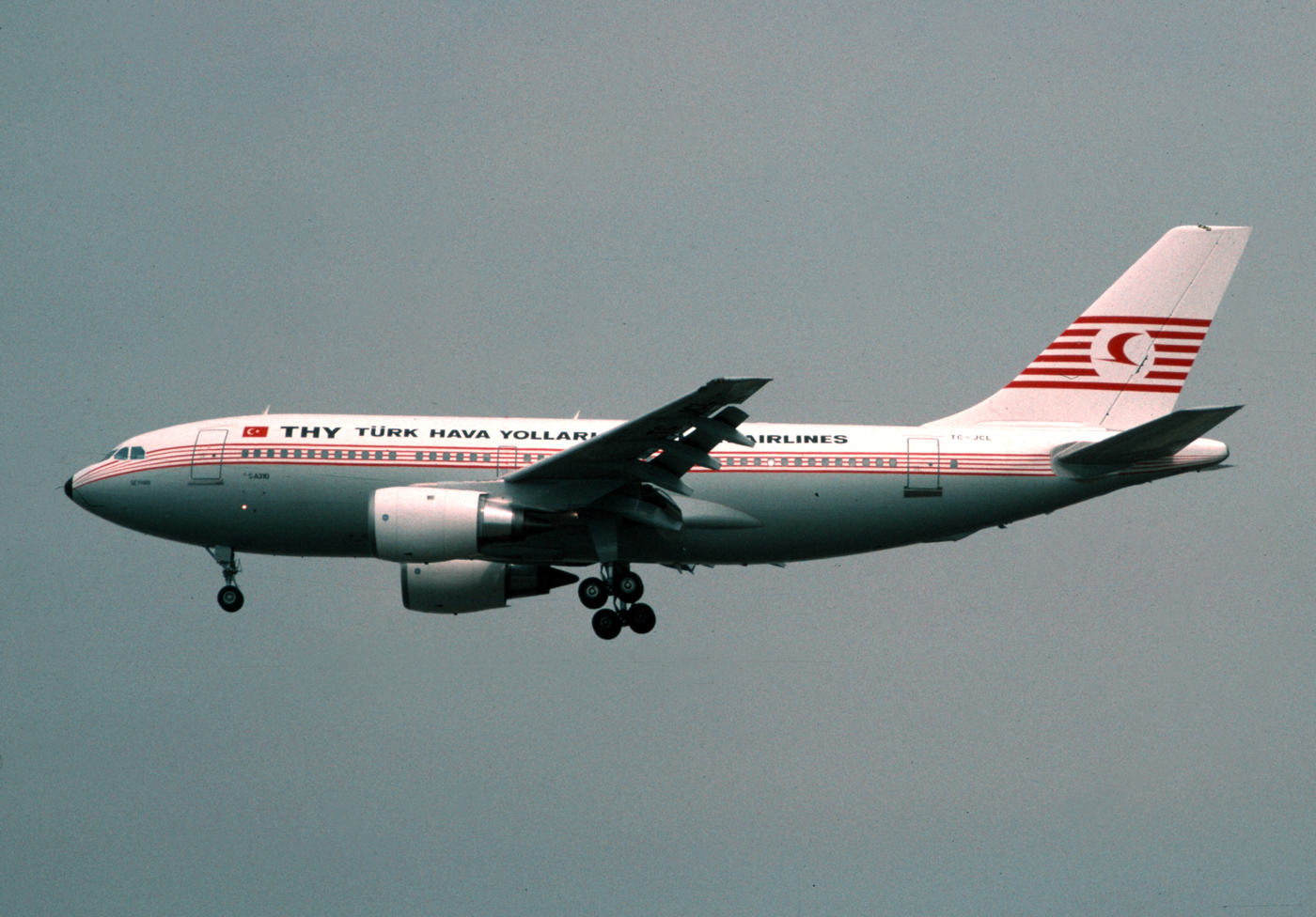
Airbus A310-200
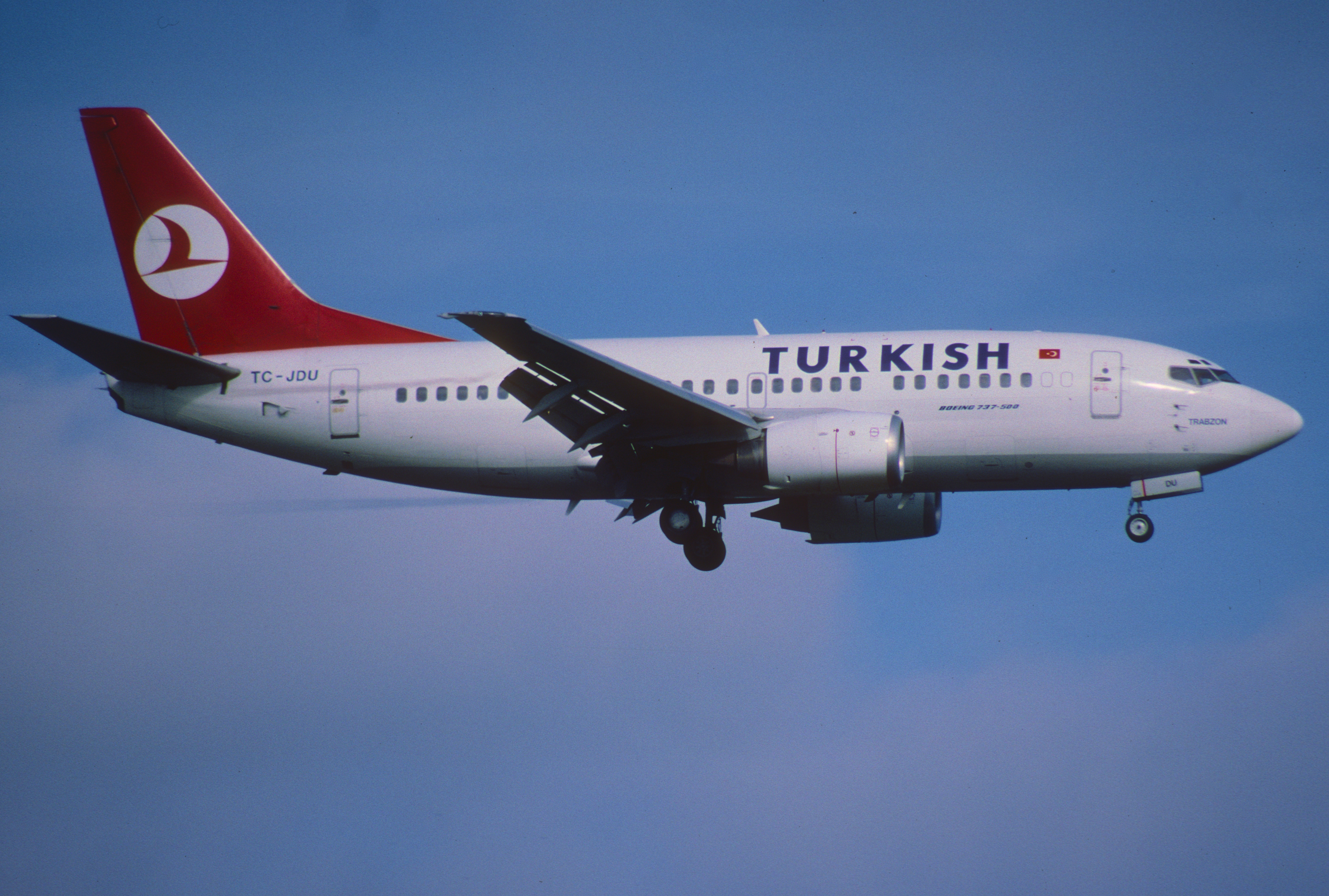
Boeing 737-500

Здесь представлен список самолётов, ранее эксплуатировавшихся Turkish Airlines.
| Самолёт                    | Кол-во | Ввод | Вывод | Пасс.         | Ист.                           |
| -------------------------- | ------ | ---- | ----- | ------------- | ------------------------------ |
| Curtiss Kingbird           | 2      | 1933 | 1935  | 4             | [ 1 ] [ 127 ]                  |
| Junkers F 13               | 2      | 1933 | 1935  | 5             | [ 1 ] [ 127 ]                  |
| Туполев АНТ-9              | 1      | 1933 | 1935  | 10            | [ 1 ] [ 127 ]                  |
| de Havilland Dragon Rapide | 4      | 1936 | 1946  | 6             | [ 128 ]                        |
| de Havilland Express       | 4      | 1936 | 1946  | 10            | [ 128 ]                        |
| de Havilland Dominie       | 6      | 1943 | 1946  | 6             | [ 5 ] [ 11 ]                   |
| Junkers Ju 52              | 5      | 1944 | 1946  | 17            | [ 11 ] [ 129 ]                 |
| Douglas DC-3               | 30     | 1945 | 1967  | 22, 24, 28    | [ 7 ] [ 130 ]                  |
| Douglas C-47               | 3      | 1945 | 1967  | Груз          | [ 7 ] [ 131 ] [ 18 ]           |
| de Havilland Heron         | 7      | 1955 | 1959  | 14            | [ 7 ] [ 132 ] [ 16 ]           |
| Vickers Viscount           | 5      | 1958 | 1971  | 57            | [ 17 ] [ 24 ]                  |
| Fokker F27 Friendship      | 10     | 1960 | 1973  | 40            | [ 16 ] [ 133 ] [ 134 ]         |
| Douglas DC-7               | 2      | 1967 | 1969  | 70            | [ 135 ]                        |
| Douglas DC-9-10            | 1      | 1967 | 1973  | 111           | [ 136 ] [ 134 ] [ 22 ]         |
| Douglas DC-9-30            | 9      | 1968 | 1995  | 104, 111, 115 | [ 7 ] [ 137 ] [ 138 ]          |
| Boeing 707                 | 8      | 1971 | 1990  | 189           | [ 7 ] [ 139 ] [ 140 ] [ 141 ]  |
| Douglas DC-10-10           | 3      | 1972 | 1987  | 345           | [ 142 ] [ 24 ]                 |
| Fokker F28 Fellowship      | 5      | 1972 | 1987  | 65            | [ 142 ] [ 143 ]                |
| Boeing 727                 | 9      | 1974 | 1996  | 167           | [ 7 ] [ 144 ] [ 50 ]           |
| de Havilland Canada Dash 7 | 3      | 1983 | 1986  | 50            | [ 145 ] [ 146 ]                |
| Airbus A310-300            | 14     | 1985 | 2015  | 182, 210      | [ 40 ] [ 147 ] [ 148 ]         |
| Boeing 737-400             | 16     | 1991 | 2013  | 150           | [ 45 ] [ 147 ] [ 149 ] [ 150 ] |
| Boeing 737-500             | 2      | 1992 | 2004  | 117           | [ 50 ] [ 151 ] [ 152 ]         |
| Airbus A340-300            | 9      | 1993 | 2019  | 271, 354      | [ 51 ] [ 45 ] [ 147 ] [ 90 ]   |
| Avro RJ100                 | 10     | 1993 | 2006  | 99            | [ 52 ] [ 60 ]                  |
| Avro RJ70                  | 4      | 1995 | 2006  | 79            | [ 52 ] [ 60 ]                  |

## Имена самолётов

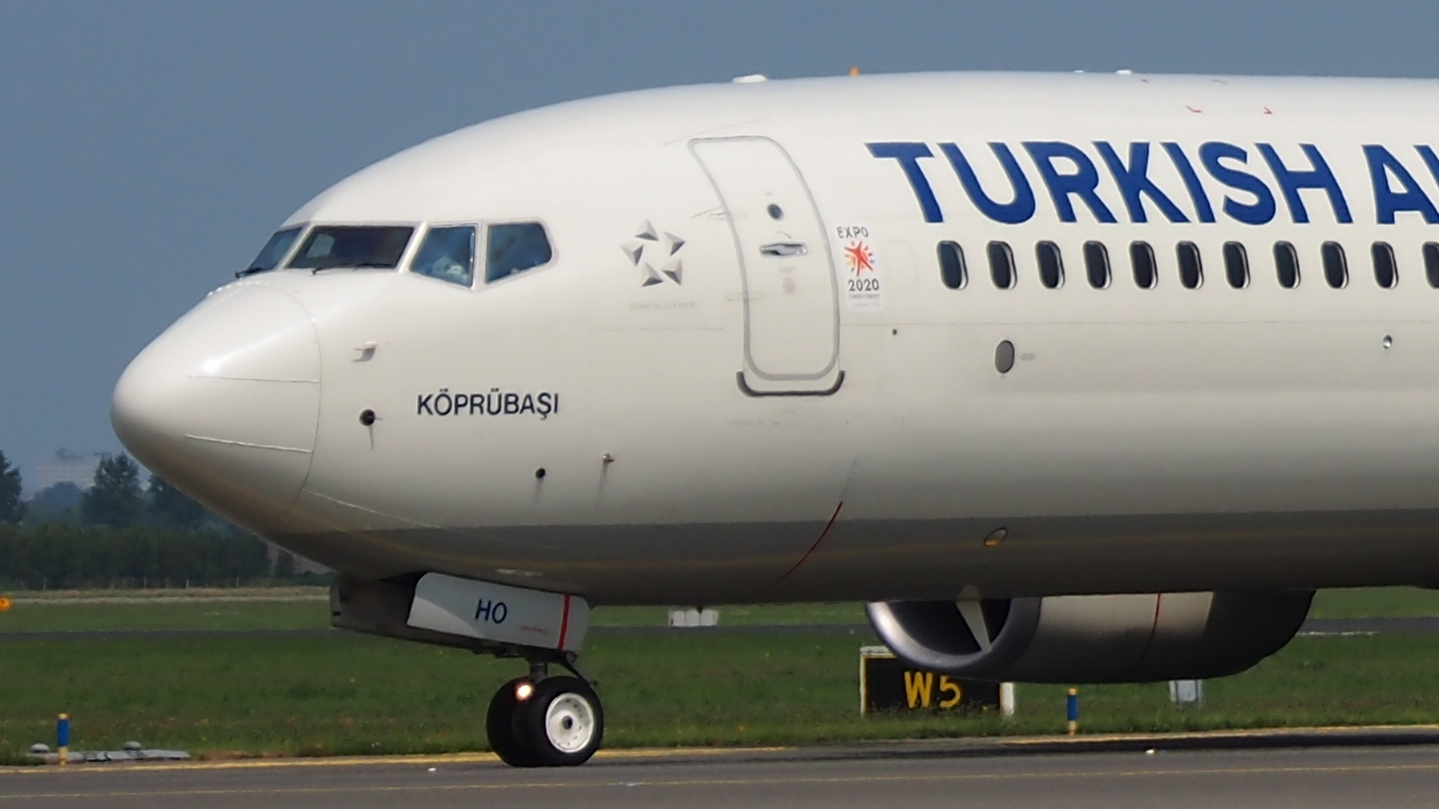
Boeing 737 Turkish Airlines с именем '

Взятый в лизинг из Швеции Douglas DC-7 прибыл в Стамбул 20 марта 1967 года. На нём всё ещё было нанесено имя Malmö, но когда самолёт перекрасили в ливрею Turkish Airlines, оно было изменено на Istanbul. Это был первый самолёт авиакомпании, получивший имя. С тех пор самолётам Turkish Airlines стали присваиваться имена.
До 2010-х годов самолёты, эксплуатируемые Turkish Airlines, получали имена в честь провинций, рек и туристических мест Турции. В 2013 году названия провинций себя исчерпали, и после обсуждения с Министерством культуры и туризма авиакомпания стала использовать на 39 самолётах в качестве имён туристические места. С поставкой ещё 25 самолётов было решено использовать также названия районов Турции. Имена написаны под окнами кабины пилотов. На некоторых взятых в лизинг самолётах нет имени, несмотря на то, что они окрашены в ливрею авиакомпании.
Путаница между именованиями и бортовыми номерами самолётов Turkish Airlines возникла, когда авиакомпания взяла в лизинг у World Focus Airlines на летний период 2004 года Airbus A310 с бортовым номером TC-AKP. По совпадению, AKP является турецкой аббревиатурой Партии справедливости и развития. Министр транспорта Бинали Йылдырым тогда пояснил, что бортовой номер остался от компании World Focus Airlines. Он объявил, что следующие самолёты, которыми Turkish Airlines планирует пополнить свой флот, будут названы в честь турецких провинций, но не исключил возможность именований в честь партий.

### Символические имена

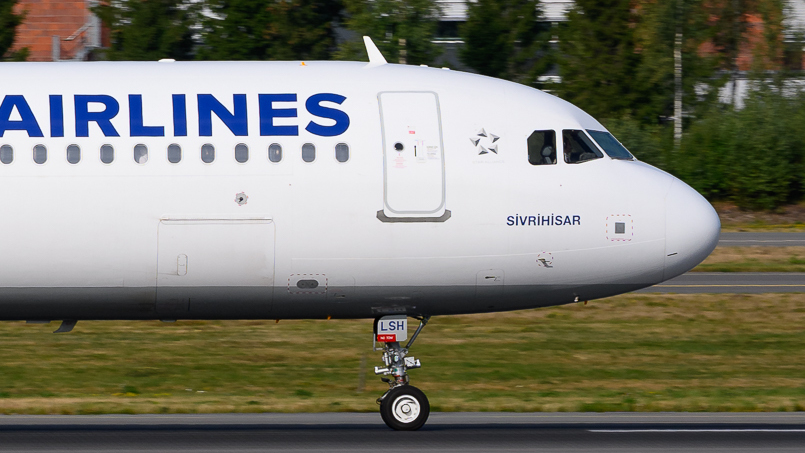
' — одно из символических имён самолётов Turkish Airlines

Airbus A330 с бортовым номером TC-LNC в ноябре 2015 года был переименован в честь японского города Кусимото, жители в 1890 году которого помогли выжившим с тонущего османского фрегата «Эртогрул». В августе 2016 года Turkish Airlines объявила, что назовёт восемь своих самолётов в честь районов Турции как дань памяти сопротивлению жителей этих районов попытке государственного переворота в Турции в 2016 году. 26 июня 2019 года авиакомпания начала онлайн-опрос с целью выбора имени для первого Boeing 787 во флоте. Были предложены варианты Perga, Assos, Göbeklitepe и Zeugma. После многочисленных просьб назвать самолёт в честь Эрена Бюльбюля, авиакомпания приняла решение назвать самолёт Maçka, в честь родного города Бюльбюля.
В сентябре 2019 года Airbus A321neo с бортовым номером TC-LSH получил имя Sivrihisar, что отсылает к самолёту Сиврихисар, который был куплен жителями города и подарен турецким военно-воздушным силам во время войны за независимость Турции. На фоне землетрясений в Турции и Сирии в 2023 году 400-й самолёт авиакомпании получил имя Tek Yürek, от названия благотворительной кампании по сбору средств жертвам землетрясений Türkiye Tek Yürek. Airbus A350-900 совершил свой первый пассажирский рейс в марте 2023 года, перевезя 275 человек, выживших после землетрясений.

## Ливрея

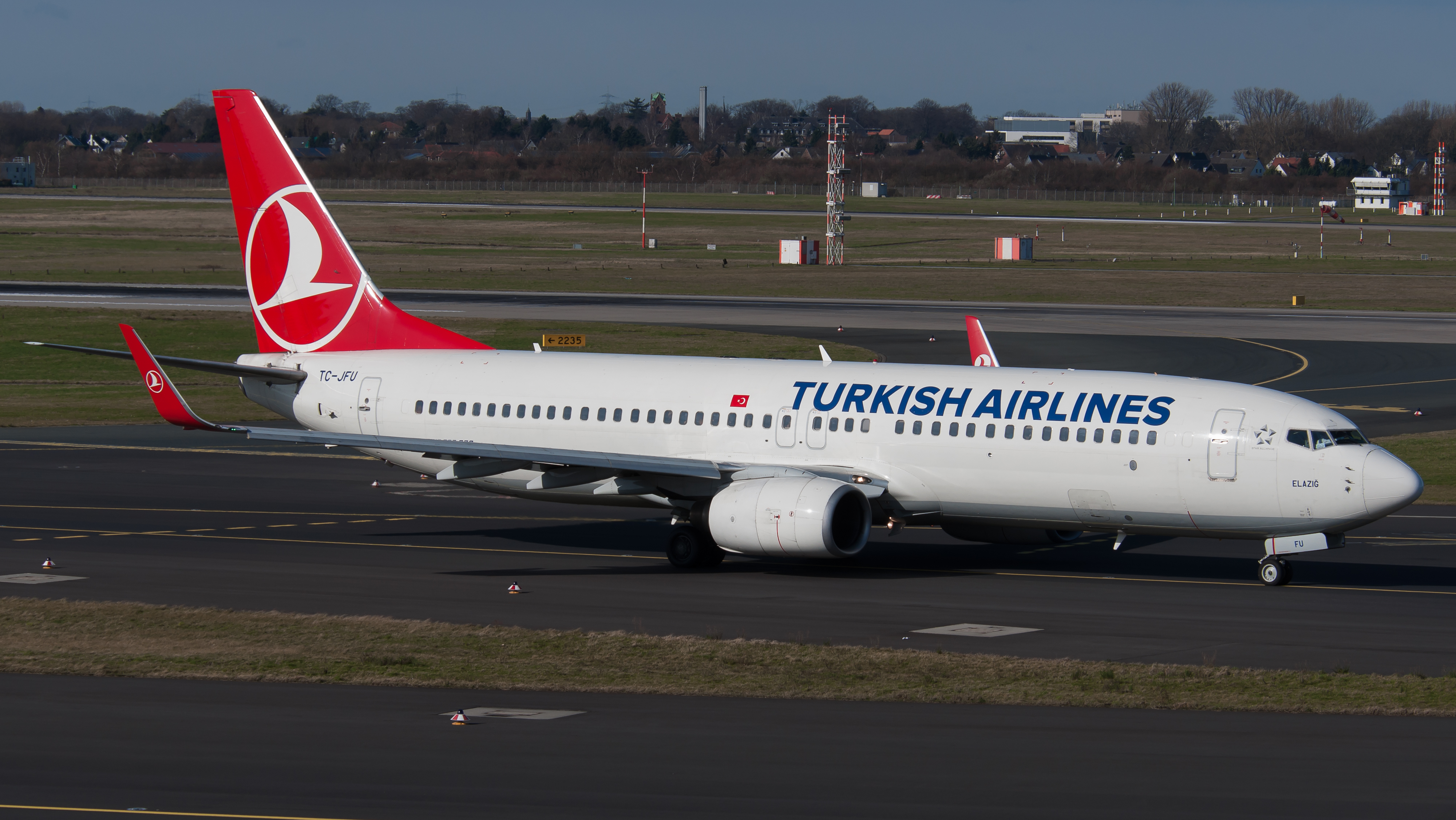
TC-JFU, первый самолёт, окрашенный в обновлённую ливрею 2010 года

Покраску самолётов Turkish Airlines осуществляет в собственных ангарах, где также обслуживает самолёты других авиакомпаний. В среднем на покраску одного лайнера уходит 350 литров краски, которая сохраняется в течение пяти лет.
В течение первых 25 лет деятельности на неокрашенный металлический фюзеляж самолётов наносились лишь несколько полосок красного цвета. Название авиакомпании впервые появилось на носовой части de Havilland Dragon Rapide. С 1958 года, с началом эксплуатации турбовинтового Vickers Viscount, самолёты окрашивались в так называемую «пижаму» с пятью красными полосками вдоль фюзеляжа. Поскольку в то время у авиакомпании не было логотипа, на оперение наносился турецкий флаг.
В 1959 году генеральный директор авиакомпании Ульви Енал решил провести конкурс на выбор логотипа Turkish Airlines. Дизайн Месута Маниоглу выиграл конкурс, и в 1961 году был нанесён на самолёты. С тех пор логотип остаётся частью ливреи, претерпев лишь незначительные изменения в 1986 году в целях упрощения. На логотипе изображён серый гусь, так как это одно из немногих животных, способное летать на большой высоте на дальние расстояния. При наклоне под тремя определёнными углами логотип напоминает буквы «T», «H» и «Y», которые являются сокращением от «Türk Hava Yolları», названия авиакомпании на турецком языке.
После введения логотипа «пижама» был слегла изменена. На оперении появились красные полосы, которые прерывал перекрывал белый круг с красной эмблемой внутри. Нижняя часть фюзеляжа сохранила непокрашенную металлическую отделку. Надпись на самолёте с левой стороны гласила «THY Türk Hava Yolları - Turkish Airlines»; справа аналогично выполненная надпись гласила «Türk Hava Yolları - Turkish Airlines THY». Самолёт Boeing 707, поставленный в 1971 году, однако, на короткий период имел немного изменённую ливрею. Четыре тонкие полоски преобразились в одну толстую полосу, при этом остальная часть ливреи в основном осталась прежней.
В начале 1990-х годов была представлена обновлённая ливрея. Поверх белого фюзеляжа наносились синяя надписью «Turkish Airlines» спереди и красная надпись «THY» сзади. Красное хвостовое оперение включало с логотип компании в белом круге по центру. Во второй половине 1990-х слово «Airlines» пропало с самолётов. В середине 2005 года ливрея была вновь обновлена. Под синей надписью «Turkish» появилась серая надпись «Airlines». Впервые на фюзеляже появился серый тюльпан, простирающийся от задней части крыла до хвостовой части. По словам генерального директора Темеля Котила, тюльпан является важным символом авиакомпании, который был добавлен, чтобы придать самолётам более «более современный облик». Разработанный Джемилем Ипекчи, первый самолет с дизайном, включающим тюльпан, был поставлен Turkish Airlines 25 сентября 2005 года. По более раннему дизайну, тюльпан должен был соседствовать с гвоздиками.
4 июля 2010 года Turkish Airlines представила свою новую ливрею, нанесённую на Boeing 737-800 с именем Elazığ. Разработанная Бюлентом Эркменом новая «евробелая» ливрея включает в себя белый фюзеляж с синими надписями и красное оперение с логотипом компании в центре белого круга. Винглеты получили тот же дизайн, что и оперение. Серая надпись «Airlines» стала синей, и была перенесена вверх, расположившись рядом с надписью «Turkish». Сохранилась серая нижняя часть фюзеляжа. Первоначально серый тюльпан был удалён с ливреи, но на поставленных позднее самолётах он вновь появился.

### Специальные ливреи
| Борт. ном. | Самолёт          | Имя        | Описание | Фото | Ист.            |
| ---------- | ---------------- | ---------- | --- | ---- | --------------- |
| TC-JIZ     | Airbus A330-223  | Alacahöyük | «Invest in Turkey» |      | [ 177 ]         |
| TC-JNB     | Airbus A330-203  | Konya      | Ливрея команды Турции на Олимпийских играх 2020                                                                                      |      | [ 177 ]         |
| TC-JNC     | Airbus A330-203  | Kushimoto  | Ретро ливрея |      | [ 157 ] [ 178 ] |
| TC-JNM     | Airbus A330-303  | Samsun     | Ливрея Лиги чемпионов УЕФА |      | [ 179 ]         |
| TC-JRG     | Airbus A321-231  | Finike     | «Discover the Potential» |      | [ 180 ]         |
| TC-JRO     | Airbus A321-231  | Uludağ     | Ливрея Евролиги |      | [ 181 ] [ 182 ] |
| TC-JSU     | Airbus A321-231  | Kalecik    | Ливрея, посвящённая биотопливу Самолёт, окрашенный в неё, в феврале 2022 года совершил первый полёт на биотопливе в истории компании |      | [ 183 ] [ 184 ] |
| TC-JVZ     | Boeing 737-8F2   | Beştepe    | 6000-й самолёт типа Boeing 737 Next Generation                                                                                       |      | [ 185 ]         |
| TC-LGH     | Airbus A350-900  | Tek Yürek  | 400-й самолёт Turkish Airlines |      | [ 186 ]         |
| TC-LJJ     | Boeing 777-3F2ER | —          | Ливрея Лиги чемпионов УЕФА |      | [ 187 ]         |
| TC-LNC     | Airbus A330-303  | Refahiye   | 300-й самолёт Turkish Airlines |      | [ 188 ]         |

## Комментарии
1. ↑  Наибольшее количество эксплуатируемых самолётов за год.
2. ↑  Позже несколько самолетов были взяты в мокрый лизинг у ULS Airlines Cargo[126].
3. ↑  Районы, в честь которых были названы самолёты Turkish Airlines: Бештепе[тур.] (Beştepe), Сарачхане[англ.] (Saraçhane), Ченгелькёй (Çengelköy), Каваджик[тур.] (Kavacık), Казан[англ.] (Kazan), Аджибадем[англ.] (Acıbadem), Атишаланы[тур.] (Atışalanı), Гёльбаши (Gölbaşı)[158].

### ЖурналыSkylife
- Türk Hava Yolları. THY Uçak Tipleri ve Özellikleri/Type and Configuration of Aircraft (англ.) // Skylife Magazine. — Istanbul: Turkish Airlines, 1990a. — October (no. 89). — P. 121. Архивировано 10 сентября 2022 года.
- Türk Hava Yolları. THY Uçak Tipleri ve Özellikleri/Type and Configuration of Aircraft (англ.) // Skylife Magazine. — Istanbul: Turkish Airlines, 1990b. — November (no. 90). — P. 122. Архивировано 10 сентября 2022 года.
- Türk Hava Yolları. Uçak Filomuz/The Fleet (англ.) // Skylife Magazine. — Istanbul: Turkish Airlines, 2002. — June (no. 227). — P. 159. Архивировано 31 июля 2022 года.
- Türk Hava Yolları. Uçak Filomuz/The Fleet (англ.) // Skylife Magazine. — Istanbul: Turkish Airlines, 2004a. — May (no. 250). — P. 188—189. Архивировано 10 сентября 2022 года.
- Türk Hava Yolları. Uçak Filomuz/The Fleet (англ.) // Skylife Magazine. — Istanbul: Turkish Airlines, 2004b. — June (no. 251). — P. 188—189. Архивировано 10 сентября 2022 года.